# Edat moderna

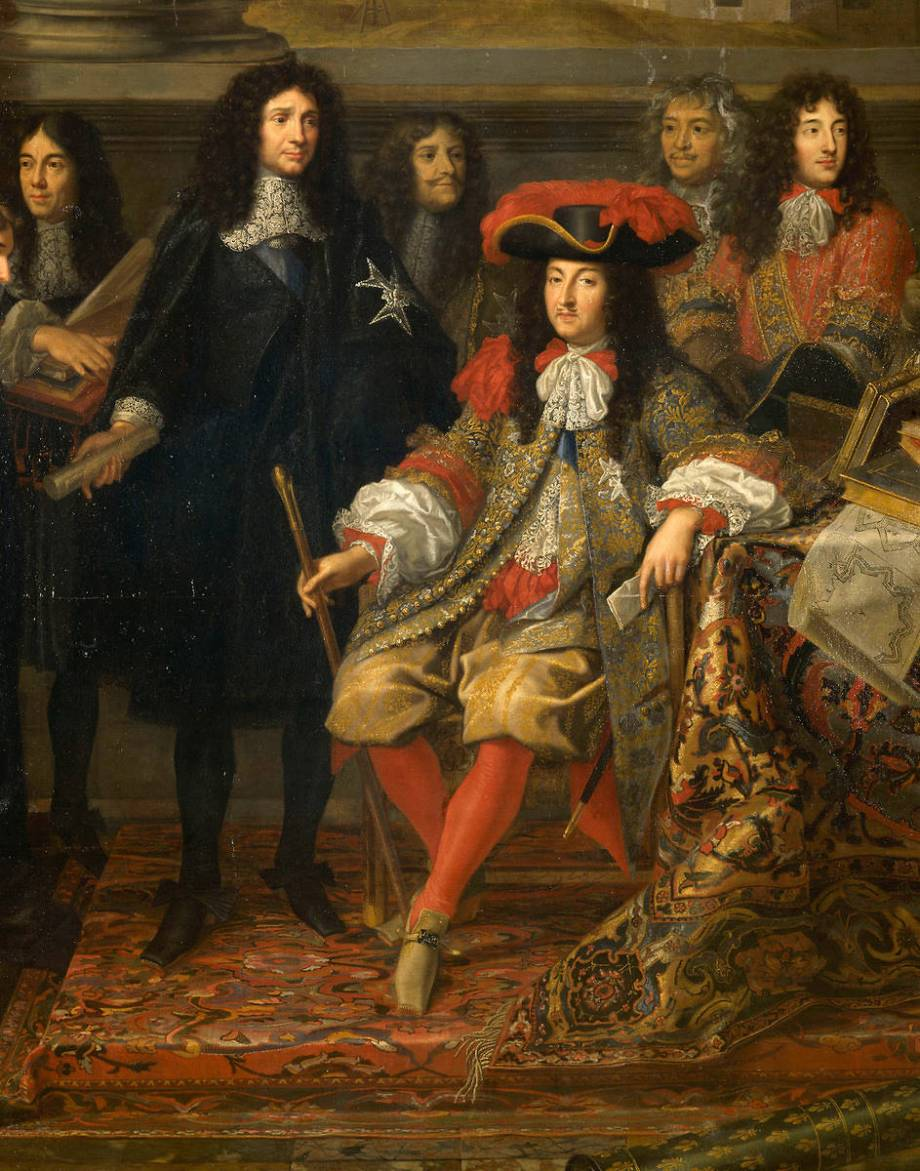
Fundació de l'observatori de París per Lluís XIV de França (1666). Pintura de Charles Le Brun. Més enllà de les preocupacions acadèmiques, observen un rei protector de les arts, distant i sever, segur de les seves col·laboracions majestuoses, guerrer i temible. Al seu voltant els personatges estan paralitzats i en actitud deferent. És la imatge que el rei difon en les diferents representacions pictòriques i que es correspon a la imposició d'una nova sociabilitat on es concedeix als nobles el privilegi visible de la seva eminència social, però a canvi d'una absoluta submissió a l'autoritat eminentíssima del rei.

L'edat moderna és la quarta de les etapes en què es divideix tradicionalment la història a Occident segons la historiografia francesa. L'inici de l'Edat moderna es pot fixar entre la caiguda de Constantinoble (any 1453) i el Descobriment d'Amèrica (any 1492), i la seva fi en la Revolució Francesa (any 1789), va començar a néixer un nou sistema econòmic, el mercantilisme. En aquesta perspectiva, l'edat moderna seria el període dels valors de la modernitat (el progrés, la comunicació, la raó) enfront del període anterior, l'edat mitjana, que el tòpic identifica amb un parèntesi històric dominat per l'endarreriment cultural i social, i l'obscurantisme. L'esperit de l'edat moderna buscà el seu referent en un passat anterior, l'edat antiga. Des d'una perspectiva més global, l'edat moderna va marcar el moment de la integració de dos mons humans que havien romàs completament aïllats durant més de 20.000 anys: Amèrica, el Nou Món, i Euràsia i Àfrica, el Vell Món.
El fraccionament polític característic del món medieval va anar deixant pas a l'aparició de poderosos estats regits per monarquies autoritàries i absolutes. Finalment, la ciència i la tecnologia van començar a deslliurar-se dels antics prejudicis i, en conseqüència, van aconseguir un coneixement més profund de la naturalesa, per posar-la al servei del progrés.

## Delimitació del temps i l'espai

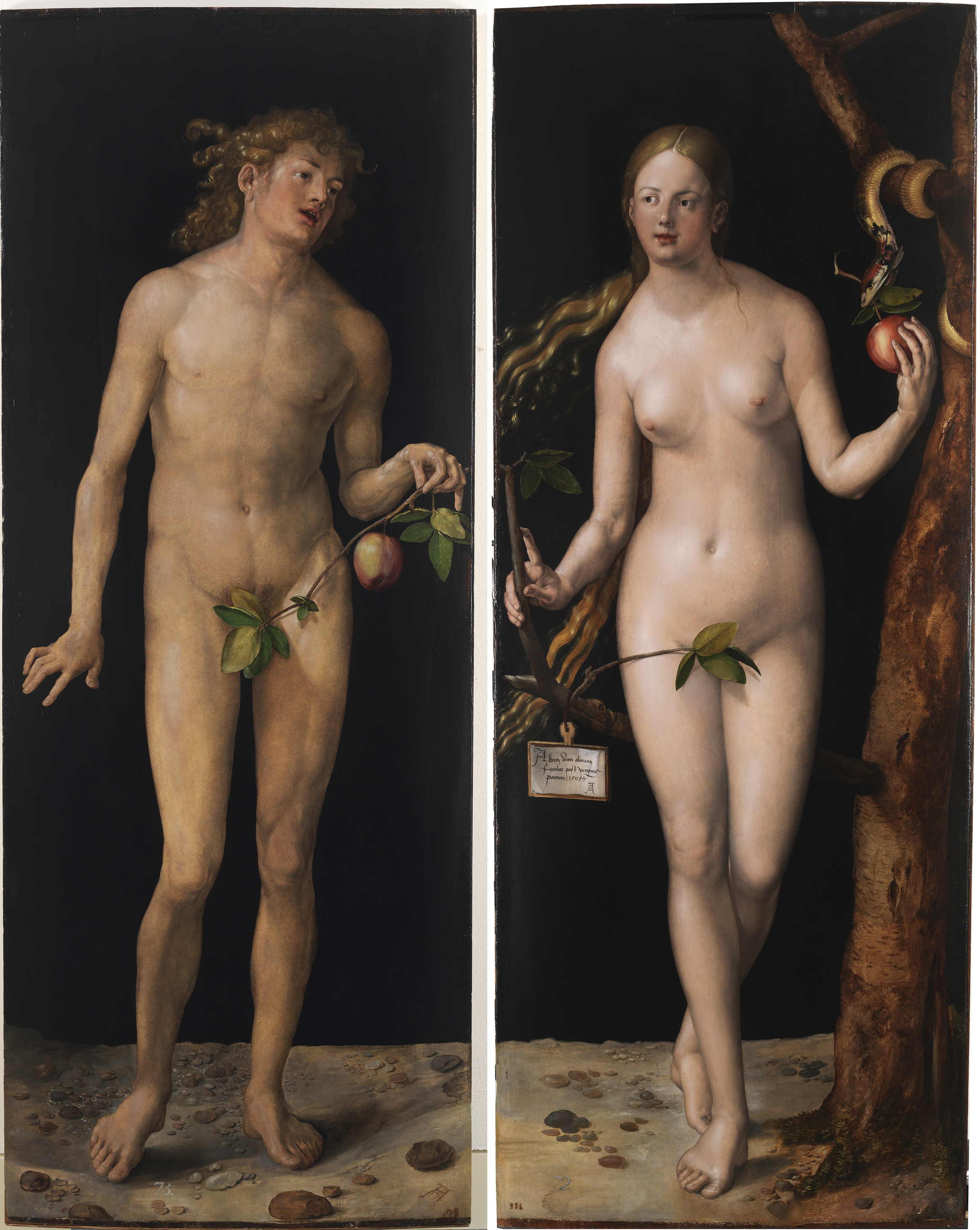
Adam i Eva d'Albrecht Dürer, al Museu del Prado. Un dels primers nus de grandària natural de la pintura alemanya; és un extraordinari estudi anatòmic. Els contorns fluids i les formes anatòmiques rítmicament assuaujades eviten la sensació escultòrica.

Tradicionalment es considera que les dates que marquen el final de l'edat mitjana i l'inici de l'edat moderna són la caiguda de Constantinoble (1453) o bé el descobriment d'Amèrica (1492). L'edat moderna acaba, al segle xviii, amb la Revolució Francesa (1789) i obre una nova etapa en la història: l'edat contemporània. Les dates d'inici i de finalització cal prendre-les sempre a tall orientatiu i no pas d'una manera absoluta. Aquests fets puntuals marcaren grans moments històrics que canviarien la societat de l'època anterior vers noves formes socials que classifiquem a l'edat posterior. Aquests canvis de diversa índole (econòmics, ideològics, de comportaments, etc.) es produïren a mitjà i llarg termini, no d'un any per l'altre.
Per exemple, la caiguda de Constantinoble o el descobriment d'Amèrica formen part d'un mateix procés: l'obertura de noves rutes comercials a l'oceà Atlàntic substituirà el Mediterrani com a centre comercial; a mitjan segle xv l'imperi turc controlava tots els centres comercials terminals de les rutes que tradicionalment havien enllaçat l'orient asiàtic amb l'Europa occidental. Barrat el camí cap a Orient, les possibles vies alternatives passaven per les difícils aigües de l'Atlàntic.
Pel que fa a la concepció d'una divisió del temps històric d'àmbit mundial, el període històric considerat com l'edat moderna sol ser criticat per presentar una perspectiva eurocèntrica.

## Demografia
Des de finals de l'edat mitjana al segle xviii, Europa coneix diverses fases de creixement demogràfic i de prosperitat econòmica. Tanmateix, aquesta expansió sempre és successivament interrompuda per crisis profundes marcades per les epidèmies, com la pesta, les guerres, a saber, les noves invencions militars i els moviments de soldats, i les caresties. Els soldats, en època de guerra, majoritàriament no residien en campaments, sinó en les cases de fronteres, on les famílies es veien obligades a donar més menjar als soldats que a si mateixos, a més els soldats contagiaven les malalties que portaven. A Catalunya una població de frontera era Perpinyà.
La mortalitat infantil és molt elevada, comparable a la d'un país del tercer món actual, cada 1000 naixements 150-350 morts, la higiene continua sent generalment desastrosa, fet que generava innombrables malalties, com ara infeccions pulmonars, febres de tifus, i l'alimentació continua centrada, essencialment, en els cereals. La quantitat de menjar no creix exponencialment, la població tampoc, però el gràfic de població i d'aliment es va separant cada cop més, a causa, en part, de l'elevada taxa de natalitat, de mitja 35/45 naixements per cada 1000 habitants, fet que provoca que la població pugui morir de desnutrició o que les seves defenses baixin, cosa que deixa la porta oberta a l'acció de les epidèmies.
L'esperança de vida no era gaire elevada: depenent de la regió d'Europa que sigui observada, generalment de 30/40 anys.
Segons els càlculs d'Angus Maddison, l'Europa occidental coneix des de l'any 1500 al 1800 un creixement demogràfic d'un 0,14%, una taxa feble però ja superior a altres regions del món (0,02%). Europa, doncs, comença a diferenciar-se econòmicament de la resta del món, però encara de forma limitada. Encara que la població europea representava un 18,2% sobre el total del món en 1500 i en 1800 un 20,4%, tal com explica Massimo Livi-Bacci, li faltava molt a Europa per arribar al 60% que representava el continent Asiàtic. La població a Europa viu al camp i no a les ciutats, el 1500 un 11% viu a les ciutats i el 1800 un 13%. Podríem estar parlant que a Europa el 1500 hi ha de 84 milions d'habitants i el 1800, 195 milions, segons Livi-Bacci.

## Els descobriments i l'expansió comercial delseglexvi
El procés de transformació econòmica va començar amb el pas d'una economia agrària i rural a una altra de comercial i mercantil. Al final del segle xv es produeix a Europa la crisi del sistema econòmic vigent des del segle xiii, basat en la producció feudal al camp, l'artesania i el comerç a escala local. Els esdeveniments que porten a aquest canvi són, fonamentalment, el descobriment d'Amèrica i els viatges dels portuguesos per Àfrica.

### L'ampliació de l'horitzó geogràfic

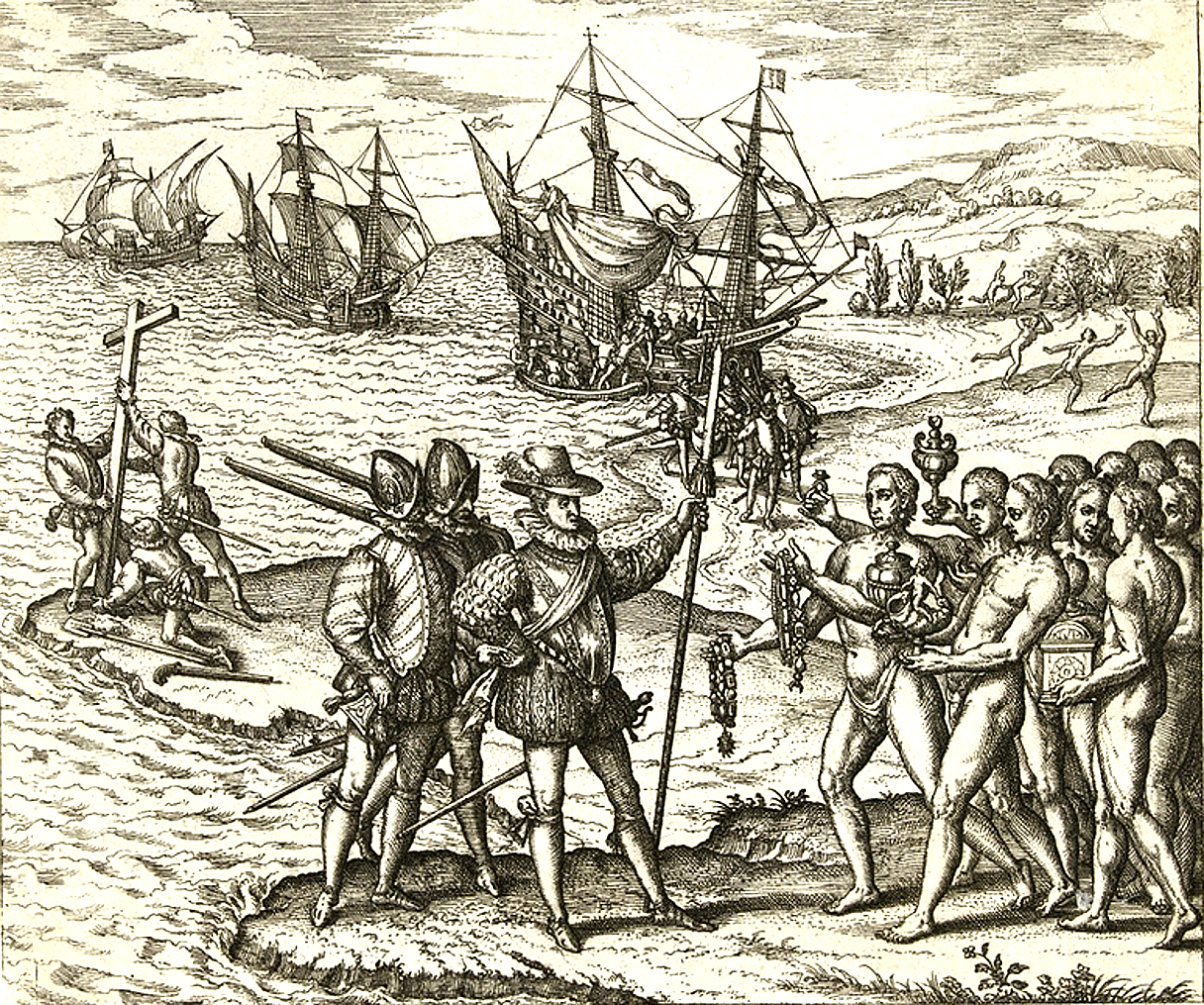
Làmina que representa l'arribada de Colom a l'illa Hispaniola, del llibre Americae de Theodor de Bry, 1559. Cristòfor Colom va projectar seguir el camí de l'oest a través de l'oceà Atlàntic per arribar a les Índies. Seguidor del geògraf grec Claudi Ptolemeu va creure que arribaria a l'Índia, i no a Amèrica, continent amb el qual no va comptar perquè Ptolemeu va suposar que la Terra era un terç més petita que la realitat. Va morir creient que havia arribat a unes illes properes a les Índies orientals, tot i que en els seus viatges no va trobar cap rastre de presència portuguesa ni tampoc de conreus d'espècies. En qualsevol cas, ja abans de la seva mort, era clar que les terres descobertes pertanyien a un nou continent.

Durant els segles xiii i xv el comerç es fa encara a petita escala, en un àmbit mediterrani. Les ciutats comercials enviaven productes a Síria i Egipte, i des d'aquests punts connectaven amb la ruta de les caravanes que importava la seda de la Xina i amb la ruta que importava les espècies de l'Índia a través del mar Roig i l'oceà Índic. En tots els casos, els àrabs actuaven d'intermediaris.
Des de començaments del segle xv els portuguesos, dirigits des de l'escola de navegació de Sagres, al sud de Portugal, pel príncep Enric el Navegant, van intentar arrabassar als àrabs aquest monopoli comercial. El seu projecte era fer la volta a l'Àfrica i portar directament els gèneres des dels llocs d'origen, sense intermediaris. Després ho distribuirien ells mateixos i es beneficiarien del que cobraven del corretatge. De Sagres sortien cada any els combois de vaixells que anaven costejant Àfrica i hi deixaven factories que servirien per anar més lluny l'any següent. El 1487 Bartolomé Dias va assolir el cap de les Tempestes, posteriorment rebatejat amb el nom de Bona Esperança, ja que, després de gairebé un segle de navegar en direcció sud, la costa marcava una nova direcció cap al nord-est. Finalment, Vasco de Gama va arribar a l'Índia l'any 1497.
Un membre de l'equip de navegants reunit a Portugal, Cristòfol Colom, va tenir la idea de seguir el camí de l'oest a través de l'oceà Atlàntic després d'haver llegit les obres del geògraf grec Claudi Ptolemeu. Com que el projecte de Colom fou rebutjat a Portugal on ja tenien molt avançada la ruta africana, aquest va recórrer als reis Catòlics. En aquell moment les possessions atlàntiques de Castella es limitaven a l'acabament de la conquesta de les Illes Canàries, iniciada per Jean de Bethencourt a principis del segle xv i no acabada fins al 1496.

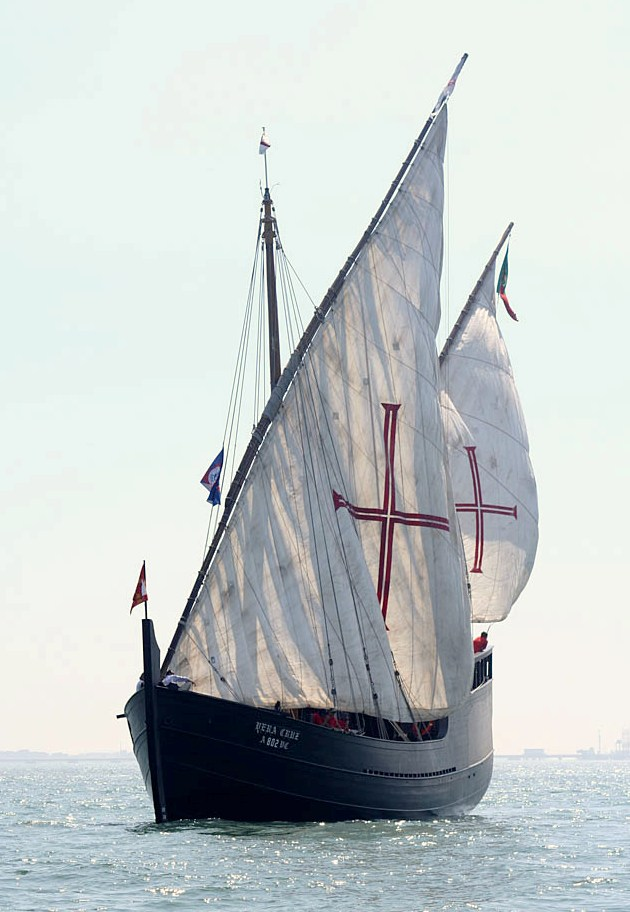
La caravel·la Vera Cruz en la commemoració dels 150 anys de l' Associação Naval de Lisboa. El contacte entre les tradicions constructives navals de la Mediterrània i les procedents de la mar del Nord va desembocar en la construcció d'una nau, la caravel·la, alta, resistent i capaç de navegar per mars oberts. A més a més, l'existència de grups socials desposseïts (baixa noblesa i camperols) van proporcionar el material humà (capitans i mariners) capaç de cercar la fama i l'enriquiment personal fora de les seves terres d'origen. Reblar el clau, la utilització de la brúixola i del timó i el desenvolupament dels estudis matemàtics, astronòmics i geogràfics que van permetre elaborar portolans i cartes marines que marcaven les rutes, la forma de les costes, els ports i la direcció dels vents. Aquestes tècniques de navegació, mitjançant l'astrolabi i el sextant van permetre calcular la posició dels vaixells.

Mentre que des del començament del segle xv, els portuguesos circumnavegaven Àfrica cercant el camí de l'Índia, Indonèsia, la Xina i el Japó, Cristòfol Colom va arribar al continent americà travessant per primer cop l'oceà Atlàntic. El 12 d'octubre, quan la tripulació ja estava inquieta per la llarga travessia, el grumet Rodrigo de Triana, des de La Pinta, va fer el famós crit de: Terra a la vista. Van arribar a una illa (Guanahani), rebatejada com a San Salvador, a l'arxipèlag de les Bahames; en el mateix viatge van desembarcar a l'illa de Cuba, a la qual van donar el nom de Joana, i la de la Hispaniola, a Haití. Fins a la seva mort Colom va fer tres viatges més, en què va explorar i descobrir noves terres.
Pocs anys després ja era clar que les noves terres descobertes pertanyien a un nou continent i que calia cercar un passatge a través d'Amèrica per arribar a la terra de les espècies. El 1513, Vasco Núñez de Balboa va travessar l'istme de Panamà i va descobrir l'oceà Pacífic. El 1520, Fernão Magalhães, al capdavant d'una expedició finançada per Castella, va vorejar el continent americà per l'extrem sud i, travessant el Pacífic, va arribar a les Filipines i a les illes Mariannes Septentrionals. En aquestes illes va morir Fernão Magalhães, però l'empresa va continuar fins a arribar a trobar-se amb els portuguesos a les Moluques. De les cinc naus inicials només la comandada per Juan Sebastián Elcano va retornar el 1522 a la península Ibèrica. S'havia donat la primera volta al món, s'havia provat l'existència d'un nou continent i, a la vegada, s'havia demostrat l'esfericitat de la terra.
Per donar legalitat a l'ocupació de les descobertes, el regne de Portugal i la corona de Castella van recórrer a l'arbitratge papal per tal d'assegurar-se la sobirania dels territoris que es descobrissin al sud de les illes Canàries. El desconeixement del lloc on havia arribat Colom i la incertesa que encara fornia la ruta africana van facilitar l'entesa de les dues monarquies hispàniques, i el 1494 es va signar el Tractat de Tordesillas, posteriorment avalat per la Santa Seu. El Tractat reservava a Castella la sobirania sobre els territoris descoberts a l'oest del meridià 46 i Portugal la dels situats a l'est. Així, les terres del Brasil, descobertes per Pedro Álvares Cabral (1500) i ubicades fora del domini castellà, asseguraven la presència portuguesa a Amèrica. Pel que fa a les Índies orientals, Carles V va renunciar als drets sobre les Moluques (Tractat de Saragossa, 1529) a canvi d'una suma de diners. Per error les Filipines, dins de la línia de demarcació portuguesa van quedar sota sobirania castellana. En resum, Portugal i Castella es van repartir pràcticament el món. Tanmateix, França, Anglaterra i Holanda van reivindicar el dret de participar en el procés colonial.

### Explotació econòmica de les noves terres
L'escàs potencial demogràfic del regne de Portugal no va permetre l'ocupació efectiva i l'explotació de les noves terres descobertes. En conseqüència, el Regne de Portugal es va limitar a establir factories comercials per realitzar els intercanvis a Àfrica (a les costes de Cap Verd i al golf de Guinea) i a les Índies orientals (Diu, Goa, Calicut…) i a les illes de les espècies (Timor, Amboina…). Només a les costes del Brasil van controlar la producció de canya de sucre mitjançant l'explotació d'esclaus negres procedents del golf de Guinea.
En canvi, quan els castellans van arribar a l'interior del continent americà, es van enfrontar a civilitzacions amb un gran nivell de desenvolupament que havien assolit una esplendor semblant a la de les grans civilitzacions d'Egipte o Mesopotàmia. Maies, asteques, inques i altres civilitzacions precolombines van ser sotmeses a la depredació que va proporcionar el pillatge i els botins de guerra. Els enfrontaments de la corona de Castella amb els grans imperis asteca (Hernán Cortés, 1521) i inca (Francisco Pizarro, 1531-1533) en són paradigmàtics. El xoc va suposar el col·lapse de les civilitzacions precolombines i ha estat considerat com el més gran desastre demogràfic de la Història Universal. (diversos investigadors. han estimat que més del 90% de la població americana va morir en el primer segle posterior a l'arribada dels europeus, representant entre 40 i 112 milions de persones).
Esgotat el període de depredació i pillatge, va caldre organitzar la producció per treure un rendiment de les noves terres conquerides. Els indis no van ser mai sotmesos a l'esclavitud, ja que els Reis Catòlics sempre van considerar els habitants de les noves terres súbdits directes de la monarquia, però la nova classe dominant va emprar-los en el treball de les plantacions (sucre, cacau, tabac, anyil) i, sobretot, en l'explotació de les mines d'or i plata que a mitjan segle xvi van ser descobertes a Potosí (el Perú) i Zacatecas (Nova Espanya). Les dues formes d'aprofitament del treball indígena més habituals, com a mà d'obra barata i abundant, van ser la comanda i la mita.

### L'impuls comercial, l'expansió de les finances i la revolució dels preus
Durant el segle xvi el tràfic comercial i el crèdit mercantil van experimentar una acceleració important en dues direccions. Per un costat els nous mercats colonials, l'abundància de metalls convertibles en moneda (or i plata) i el progrés econòmic general d'Europa, van incrementar el volum dels negocis mercantils. De l'altre, s'obriren noves rutes basades en el comerç de metalls i d'espècies. La ruta dels metalls, que des de les Antilles travessava l'Atlàntic en direcció a Sevilla, circulaven els galions castellans replets d'or i plata americana que quadruplicaven el volum de metalls preciosos europeus. La ruta de les espècies sortia de les Índies orientals i a través de l'Índic, vorejant les costes atlàntiques d'Àfrica, arribava a Lisboa.
Paral·lelament a aquesta expansió comercial es va produir un increment del món financer. Aquesta època es caracteritza per l'aparició d'una burgesia capitalista que exerceix un paper cada vegada més preponderant en la societat i en la política. L'extensió dels mecanismes de crèdit i de les companyies financeres va ser propiciada per la creixent necessitat de capitals per finançar el comerç colonial i les despeses dels Estats moderns. La gran rendibilitat del comerç colonial va afavorir la proliferació de prestadors i banquers, i també un més gran desenvolupament de les companyies comercials i dels bancs. Moltes d'aquestes institucions estaven en mans de grans famílies europees (com els Fugger, els Medici, els Welser, els Ruiz…). Signe de la importància financera és la creació de borses, primer a Anvers (1531) i més tard a Londres i a Amsterdam.
Les necessitats de numerari de les monarquies per afrontar les seves creixents despeses pels exèrcits, la burocràcia i la diplomàcia, i la pervivència d'una fiscalitat tradicional, deixava els Estats mancats de recursos. Això va obligar moltes monarquies a recórrer als emprèstits dels banquers. El cas més paradigmàtic va ser el de Carles V amb el banquer Jakob Fugger.
L'obertura de nous mercats colonials van provocar un augment important de la demanda de productes agrícoles i industrials, que va generar un augment de la producció. Al camp es va incrementar la superfície conreada i es va estendre el conreu del lli. Les activitats industrials van continuar sent gremials, però es va estendre el treball a domicili, pel qual un pagès treballava unes primeres matèries proporcionades per un comerciant-empresari que s'encarrega de la comercialització del producte manufacturat. Tanmateix, l'expansió agrícola i industrial no va significar cap transformació radical en les estructures organitzatives: l'agricultura no va millorar els seus rendiments i les activitats industrials es van continuar realitzant (excepte en l'armament o la construcció naval) dins del marc organitzatiu gremial.
Els metalls preciosos eren aleshores l'únic signe monetari, i la seva sobtada incidència en el mercat va provocar, primer, un gran desenvolupament econòmic. Però, després, va provocar una crisi inflacionària, amb una espectacular puja de preus (fins al 400% en alguns casos), a causa de l'augment de la demanda americana i l'arribada d'or i plata en quantitats enormes. L'historiador Earl Hamilton ho va anomenar la revolució dels preus. Aquesta puja de preus va ser el signe més evident de la incapacitat de l'estructura agrària i industrial europea per afrontar el creixement de la demanda, i va obrir, a la segona meitat del segle xvi, un període de recessió econòmica que es va agreujar més durant el segle xvii.

### Les primeres societats capitalistes
A l'inici de l'edat moderna, la societat viu, gairebé, exclusivament de l'agricultura. Tanmateix, les primeres activitats del capitalisme comercial i financer apareixen des del Renaixement a Holanda i al nord d'Itàlia (Venècia). Per exemple, les grans companyies comercials marítimes, com la Companyia Holandesa de les Índies Orientals o bé la Companyia Neerlandesa de les Índies Orientals (1602), prefiguren, des del segle xvii les firmes capitalistes modernes. Constitueixen, en efecte, les primeres entitats que reuneixen capitals, mitjans materials (vaixells), progressos tecnològics (brúixola, sextant, etcètera) i recursos humans. Els seus objectius anuncien els de les empreses modernes: la recerca de benefici privat. Però l'economia de mercat, en sentit estricte, és encara marginal i el sistema fabril, en el sentit modern, és gairebé inexistent. Les manufactures establertes per l'Estat continuen sent una activitat marginal. Tanmateix, algunes activitats de producció domèstica anuncien la revolució industrial. Per exemple, els venedors subministren als pagesos les primeres matèries, de vegades fins i tot eines, per tal de crear un producte transformat que revendran a la ciutat. Així, els pagesos treuen un complement als ingressos de la seva activitat agrícola. Aquest estil de vida no és encara el dels treballadors assalariats; més aviat és una barreja inèdita d'agricultura i d'artesanat. L'economia moderna es troba a les beceroles i només certes regions, com Flandes, progressen cap a una agricultura productiva. És l'excepció a una pràctica agrícola tradicional fonamentada en la rotació de conreus triennal, els camps d'explotació col·lectiva i camps oberts que permetent el moviment del bestiar d'un terreny a l'altre. D'altra banda, a Flandes, al segle xvii, apareixen formes embrionàries d'empreses per esquivar les regles corporatives. És, doncs, en aquesta època quan apareixen les primeres formes jurídiques d'empreses; és el cas de la societat en comandita.

## La transició vers l'absolutisme monàrquic
En l'aspecte polític, durant l'edat mitjana el rei no sempre va tenir l'autoritat i la va haver de compatir amb els senyors feudals per manca de mitjans. A partir del segle xiii, coincidint amb el renaixement de la burgesia comercial, va iniciar-se un lent procés d'afermament de l'autoritat del monarca sobre els nobles feudals, procés que es nodria dels impostos que li paguen els ajuntaments burgesos a canvi de protecció dels habitants de les ciutats dels abusos dels nobles. En arribar el segle xv, amb l'ampliació del comerç comercial, l'autoritat es va fer indiscutible. Sorgeix un estat nou, poderós econòmicament, fort militarment, extens territorialment, amb tot el poder concentrat a les mans del príncep: és la monarquia absoluta que se'ns presenta impetuosa a banda i banda dels Pirineus, en els dos estats francès i espanyol. Enric VIII d'Anglaterra, Ferran d'Aragó i Isabel de Castella i Lluís XI de França són els prototipus de nous monarques.
En l'aspecte social és l'amansiment de la noblesa, i la incorporació de la burgesia i del poble en el projecte d'un estat basat en una realitat nacional com a plataforma per assegurar una política agressiva que crearà grans imperis territorials i comercials. És la transformació de la societat feudal-corporativa en el mercantilisme de la monarquia absoluta. Per primera vegada en l'organització econòmica mundial apareixen grans potències administrades centralment que disposen de territoris incomparablement més grans i més mitjans que desplacen als petits estats italians. Acaba l'època inicial del capitalisme i comença el capitalisme modern de nou estil fonamentat en la importació de metalls preciosos des d'Amèrica a Espanya i l'aliança entre l'Estat i el capital.
Isabel de Castella i Ferran d'Aragó, els Reis Catòlics, representen un nou model de govern caracteritzat per la limitació del poder de la noblesa, la centralització del poder mitjançant una administració forta, i la creació d'un exèrcit. L'or i plata que arriba d'Amèrica hi contribuirà enormement. Els Reis Catòlics van conquerir el regne de Granada (1492), Navarra (1512), les illes Canàries (1493-1495), Orà (1509) i Melilla (1497). També van contribuir a la unificació religiosa forçant la conversió dels musulmans i dels jueus, sota el control del Tribunal de la Inquisició que s'imposa a tot el territori sense atendre a les particularitats dels diferents regnes. Carles V del Sacre Imperi Romanogermànic, hereu de l'imperi, transforma els països que li corresponien per herència en una potència política sense precedents des dels temps de Carlemany.

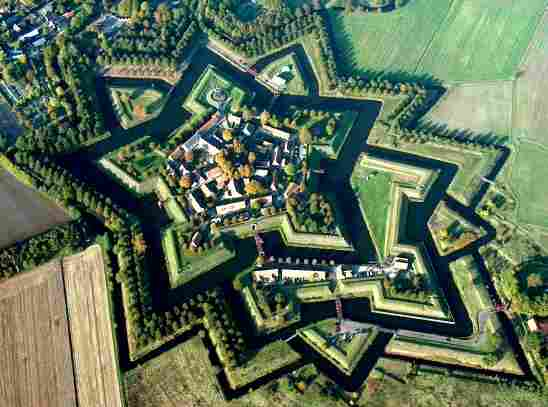
Fort Bourtange a Groningen, Països Baixos. Fortalesa de forma pentagonal, amb 5 bastions, un a cada un dels seus angles.
Entre 1530 i 1550, el nou estil de fortificació es va anar estenent per la península Itàlica i per la resta d'Europa. Les guerres cada vegada són més costoses i requereixen una major planificació. Les noves fortaleses asseguraven que les guerres no s'estenguessin més enllà d'una sèrie de setges. Ja que les fortaleses podien allotjar fàcilment uns 10.000 homes; un exèrcit invasor no podia ignorar una posició poderosament fortificada, ja que suposava un risc molt alt de contraatac. Com a resultat, gairebé totes les ciutats havien de ser preses, la qual cosa suposava un llarg procés que podia durar mesos i fins i tot anys, fins que els ciutadans de la ciutat es rendien per gana. La majoria de les batalles d'aquesta època van ser entre exèrcits que mantenien el lloc a una posició, i els exèrcits de rescat que tractaven d'alliberar els assetjats.

### Revolució militar
L'estratègia militar va experimentar canvis profunds, correlatius als polítics. La introducció de les armes de foc va marcar el final de l'època dels cavallers feudals i l'inici del predomini de la infanteria. Encara que els primers usos de la pólvora van ser a la Xina, el seu ús militar va ser, fonamentalment, europeu durant l'edat moderna. Va ser l'arma decisiva amb un cost que no podien assumir els nobles particulars. Només les monarquies autoritàries podran sufragar un exèrcit modern. Al mateix temps l'enginyeria va progressar perfeccionant les fortaleses amb finalitats defensives. En conseqüència, les campanyes medievals, com enfrontaments de tropes reclutades pels llaços del vassallatge, es van transformar en guerres de setge i desgast de l'enemic, utilitzant tropes professionals i mercenàries; fet que explica la immensa crueltat dels conflictes. A partir del segle xviii, les guerres són sotmeses a càlculs acadèmics i van experimentar un notable canvi, transformant-se en campanyes voluntàriament limitades i amb complexes maniobres. Per primera vegada des de l'Imperi Romà, les guerres europees es lliuraven amb una visió estratègica continental que posava al seu servei uns aparells estatals creixents: les guerres han de tenir en compte, a més del punt de vista tàctic, el punt de vista econòmic. I les batalles diplomàtiques seran igual de decisives que les reals.
La guerra naval també coneix un salt qualitatiu amb la incorporació de l'artilleria i de millores tècniques en la navegació. La capacitat de maniobra ràpida i d'abordatge de la propulsió a rem (encara útil l'any 1571 en la batalla de Lepant) quedarà obsoleta, en benefici de la planificació estratègica en un escenari planetari, on flotes oceàniques porten la presència militar a grans distàncies amb una agilitat creixent. Lepant va significar el manteniment de l'statu quo a la mar Mediterrània: la part oriental pels turcs i l'occidental per la Monarquia Hispànica. Tanmateix, el Mediterrani havia perdut la seva centralitat en benefici de l'oceà Atlàntic. Després de la derrota de l'Armada Invencible (1588) s'inicia l'hegemonia naval anglesa davant la flota hispànica.

## El Renaixement i la Reforma protestant
L'expansió econòmica del segle xvi va renovar les activitats comercials i financers i va estimular la difusió del Renaixement. A partir del segle xv hi ha una voluntat de tornar als orígens de la cultura grecoromana. Paral·lelament, va aparèixer la reforma religiosa: pensadors religiosos de caràcter humanístic van trencar amb l'Església i van deixar dividia l'Europa moderna en dos mons antagònics.

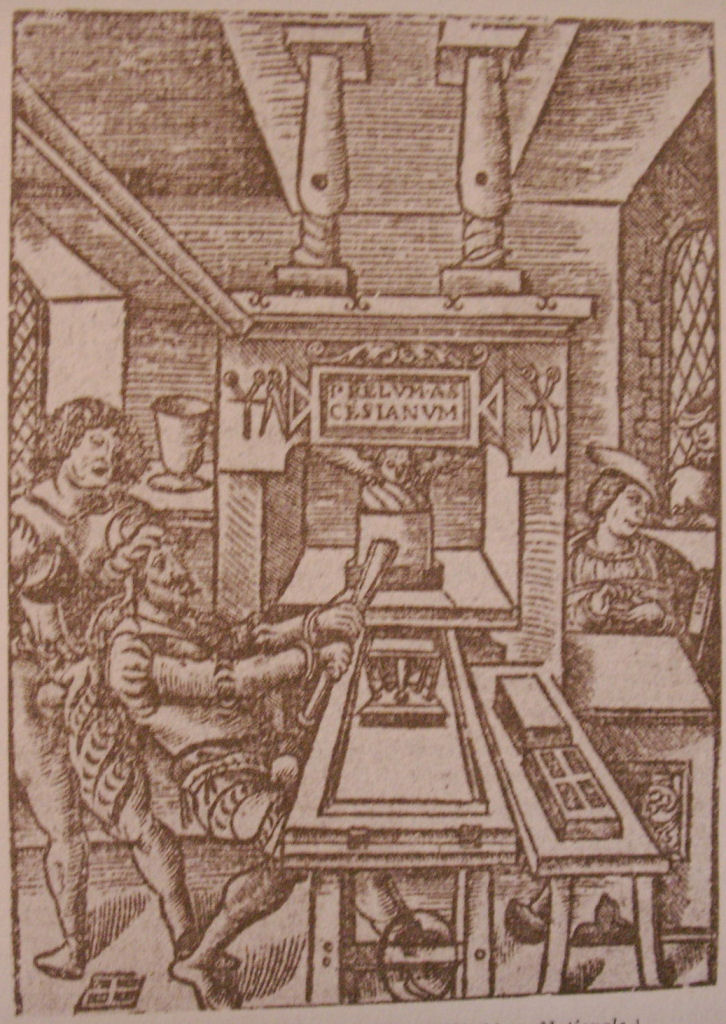
La impremta, desenvolupada a mitjans del, té una importància fonamental en el desenvolupament de l'alfabetització i la difusió de la cultura.

### El pensament humanista
El pensament humanista va ser un moviment intel·lectual destinat a transformar les estructures mentals medievals, per adaptar-les a un tipus de societat més oberta i dinàmica. Al marge de les veritats absolutes de la cultura medieval, els éssers humans van poder reivindicar la possibilitat de realitzar-se ells mateixos com a individus, ja que havien demostrat la seva capacitat per triomfar en les activitats comercials i artesanals. Els humanistes van cercar en l'antiguitat clàssica, en textos i en restes arqueològiques que van descobrir, el sentit profund del fet humà i el gust per la contemplació de la natura. Pel pensament humanista, l'home és el centre de l'univers i la màxima realització de la natura (antropocentrisme), i pot observar la realitat que l'envolta amb sentit crític, sense la rigidesa de la mentalitat escolàstica. En qualsevol cas, l'humanisme era laïcista, però no anticristià perquè defensava una religió més personal i directa, en què l'home adquirís una autonomia espiritual i fos més lliure de les institucions religioses.
L'expansió de l'humanisme va comptar amb la impremta (el 1455 ja existeix a Magúncia i Estrasburg, tot i que apareix lligada a (Gutenberg, 1448), que van facilitar la difusió dels escrits humanistes. A les corts renaixentistes, desitjoses d'obrir-se a un món nou, els humanistes són reclamats, i a les seves mans hi ha el progrés de la cultura i del pensament. Per primera vegada, l'obra d'art és analitzada racionalment des del punt de vista de l'espectador. Així neix la crítica d'art.
Alguns dels grans humanistes italians van ser Marsilio Ficino (1433-1499), Pico della Mirandola (1463-1494). Fora d'Itàlia, el valencià Joan Lluís Vives (1492-1549) va ser pioner en l'estudi de la psicologia i la teoria de l'educació. A Anglaterra, Thomas More va escriure Utopia (1516), on descriu un Estat ideal basat en una organització comunitària, sense propietat privada. Erasme de Rotterdam (1476-1536) va ser el més representatiu dels humanistes europeus, i en el seu Elogi de la follia (1508) va atacar durament les institucions eclesiàstiques.
Paral·lel al desenvolupament de l'humanisme, va aparèixer precoçment a Itàlia una nova forma artística, el Renaixement. Aquest nou estil buscava les arrels de l'antiguitat clàssica. L'art del Renaixement va exercir una funció d'exaltació del món i de l'home com a eixos centrals. Per aquesta raó, van tenir una important rellevància l'estudi del cos humà, els temes profans i els fons paisatgístics i arquitectònics enfront de l'abstracció daurada del gòtic.
L'origen de l'art renaixentista es troba a Florència, ciutat dirigida per una potent burgesia mercantil. Els papes de Roma van protegir les arts i les van utilitzar per subratllar el seu poder. El florentí Michelangelo Buonarrotti va aixecar la cúpula del Vaticà i va ornamentar la basílica amb nombroses escultures, com la Pietat, i va pintar al fresc el sostre de la capella Sixtina. Venècia, ciutat burgesa i comercial, va viure una època artística esplendorosa amb l'anomenada escola veneciana, amb compositors i pintors com Tiziano Vercellio. Des d'aquests focus va passar a les corts dels reis europeus, substituint pertot arreu el gòtic.
Tant l'humanisme literari com el renaixement artístic es van basar en la concepció clàssica de l'home i van superar la concepció teocèntrica medieval.

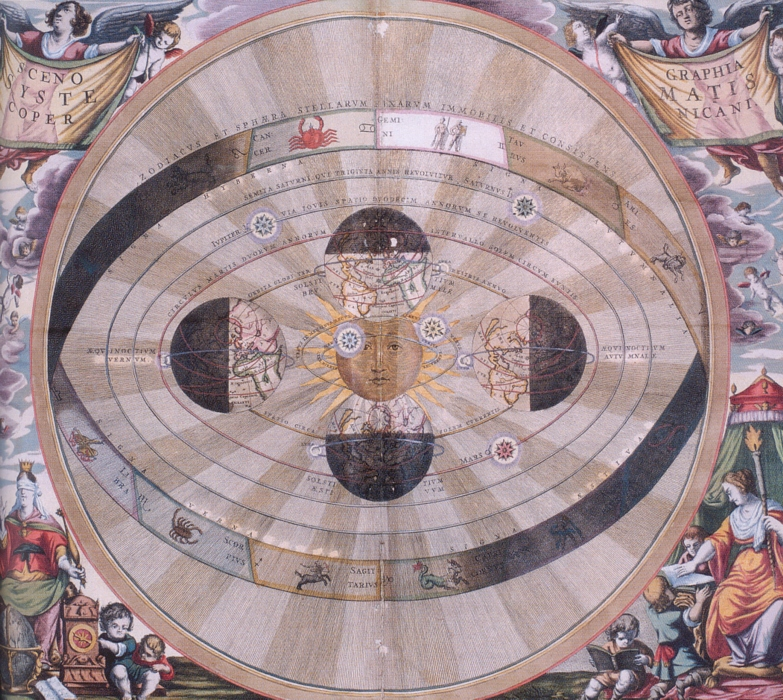
Representació del sistema solar segons Copèrnic vers 1660. El nou model heliocèntric va suposar la primera gran fissura en la concepció medieval que la Terra era el centre d'univers.

| El Renaixement. El retorn a la mesura humana |
| Michelangelo, a La creació d'Adam, fresc de Michelangelo que es troba al sostre de la Capella Sixtina (1510). En els frescos que recobreixen la volta de la Capella Sixtina, Miquel Àngel va associar la pintura a la força escultòrica de les formes. La prepotència del dibuix anatòmic, les figures cargolant-se sobre elles mateixes i els músculs voluntàriament inflats mostren una tensió pròpia del manierisme. Aquesta escenografia sembla voler passar el testimoni des del teocentrisme medieval a l'antropocentrisme humanista, abans que la Reforma i la Contrareforma tanquessin el pas a la Utopia. Tanmateix, d'ara endavant l'artista definirà amb la seva exclusiva personalitat la seva obra, i rarament hi apareixeran els noms dels col·laboradors. En el cas de Michelangelo, aquest treballarà sol, i això encara augmentarà més el mite. Per això, la història no podrà, des d'aleshores, escriure's a partir de l'obra d'art, sinó a partir dels artistes. En canvi, El Judici Final (imatge de la dreta), del mateix autor, en el mateix edifici –el Vaticà, al pany frontal de la capella Sixtina–, va ser pintat el 1541, al final de la seva vida, quasi trenta anys després d'haver-ne pintat el sostre. Miquel Àngel va pintar el pany frontal amb una grandiosa composició que és l'epíleg no tan sols de la seva obra, sinó de tot el Renaixement. |

### La ciència moderna
L'observació, l'experiència i el sentit crític dels humanistes van preparar el camí de la ciència moderna, els avenços més importats de la qual es van realitzar en el camp de la geografia, l'anatomia, la navegació, la impremta, la rellotgeria i els mètodes financers. En medicina va destacar Andreas Vesal que va realitzar una detallada descripció del cos humà i per primer cop va unir la teorització i els ensenyaments mèdics amb la pràctica. L'aragonès Miquel Servet va demostrar cap al 1553 l'existència de la circulació pulmonar. El 1543 es va publicar De Revolutionibus orbium coelestium, obra de Nicolau Copèrnic, defensa que la Terra, com tota la resta de planetes, descriu «una revolució anual al voltant del Sol, on es troba el centre del món».
Durant el Renaixement, les facultats de medicina italianes van destacar pels seus estudis anatòmics. El cos humà va ser objecte de disseccions i exploracions que, malgrat no donar uns resultats concrets en la lluita contra les malalties, van posar les bases de l'anatomia, la fisiologia i la patologia modernes, tot començant a trencar l'autoritat clàssica i la tradició màgica de la medicina.
A casa nostra van destacar el mallorquí Damià Carbó qui va ser un dels primers metges que van tractar d'obstetrícia; el metge Bernadí Muntanya de Montserrat, autor d'Anatomia (1551), estudi que va servir molts anys de text als metges espanyols; Pere Galès (1537-1559), nat a Ulldecona, filòsof, filòleg i jurisconsult, professor a la Universitat de Ginebra i Cosme Damià Hortalà, teòleg i humanista, rector de la Universitat de Barcelona.
En general, els humanistes van conrear tota mena d'obres descriptives que abraçaven els diversos camps de l'experiència humana. Però la ciència dels segles xv i xvi no va crear cap gran innovació, excepte en el sistema copernicà. Tanmateix, la descripció de la realitat immediata va obrir les portes a la revolució científica del segle xvii.

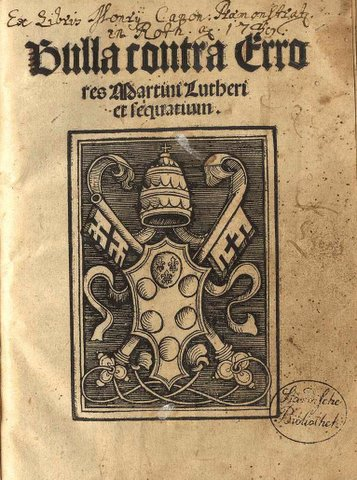
Bula Exurge Domine, Contra Errores Martine Lutheri et sequatium: Butlla contra els errors de Martí Luter i els seus seguidors (15 de juny de 1520), per la qual el papa Lleó X amenaça amb l'excomunió si no es retracta de 41 punts inclosos a les seves 95 tesis sobre les indulgències del 31 d'octubre de 1517, en les quals Luter, indignat, atacava la idea que la compra de les butlles podia ser causa de perdó de penes espirituals; fet habitual a l'època i on la causa ocasional va ser que el papa Lleó X havia arrendat les butlles d'indulgències a la Banca Fugger per obtenir cabals per la construcció de la basílica de Sant Pere del Vaticà. Luter va cremar públicament la butlla (10 de desembre de 1520) i l'excomunió es va fer efectiva (3 de gener de 1521). Aquestes dates són fites de l'edat moderna, però no haurien passat de ser una disputa teològica si no haguessin trobat el formidable ressò que la difusió de la impremta va permetre, i no haguessin estat acollits per una societat madura per rebre'ls i uns agents polítics disposats i capaços d'aprofitar el seu potencial.

### La reforma protestant
La reforma va ser un moviment religiós que durant el segle xvi va dividir l'Europa cristiana medieval en dues meitats irreconciliables, la protestant i la catòlica. Va ser a Alemanya, on el poder de l'emperador no era massa fort, que els defectes de l'Església van assolir característiques alarmants: compra de béns i dignitats eclesiàstiques, disciplina molt deteriorada, rendes costoses sobres els pagesos pobres, intransigència… Les crítiques es van generalitzar entre els humanistes més conscients, com ara Erasme de Rotterdam, però l'enfrontament definitiu es va produir arran de les predicacions del frare agustí Martí Luter (1483-1546). Aquest monjo va iniciar, el 1517, un procés de revolta contra el papat i l'autoritat dels clergues dins l'Església. Luter volia seguir només l'Evangeli; per aquest motiu els seus seguidors foren anomenats evangèlics o luterans. Excomunicat pel papa Lleó X el 1520, Luter va ser protegit per alguns prínceps alemanys, especialment per Frederic III de Saxònia, que el va acollir al seu castell de Wartburg, a Eisenach, on va poder continuar elaborant la nova doctrina fins a la seva mort.
La nova doctrina tenia tres principis fonamentals: la justificació per la fe, el sacerdoci universal i l'autoritat de la Bíblia, dels quals el primer era de fet l'eix de tot el conjunt doctrinal. La justificació per la fe defensava, seguint la concepció individualista renaixentista, que la religió havia de basar-se en la relació directa amb Déu, a través d'una fe intensa que no necessitava ni la intervenció de l'Església ni l'acumulació de «bones obres». Ara, per Luter, en línia amb una Europa en desenvolupament, les bones obres són les que es fan en benefici dels altres, a partir de l'ofici que cada un té determinat dins de la comunitat. És a dir, se serveix a Déu mitjançant el treball, concepció que va tenir una gran acceptació entre els artesans i la burgesia culta de les ciutats, ja que posaven en evidència l'ociositat dels eclesiàstics i de la noblesa feudal. Per altra banda, per al luteranisme, el creient pot salvar-se per la seva pròpia fe i esdevenir sacerdot d'ell mateix (teoria del sacerdoci universal); fet que rebutjava la intercessió dels sants i que les obres només tenien valor a través dels sagraments que imparteixen els sacerdots. Íntimament relacionat amb els dos principis anteriors es troba el de l'autoritat de la Bíblia: es va rebutjar la tradició de l'Església i va quedar la lectura del llibre sagrat com a única font d'inspiració cristiana. La interpretació quedava, ara, a càrrec de la consciència individual de cada creient.
Per damunt de la confrontació ideològica, en la pràctica, aquests principis luterans van modificar profundament l'estructura de l'Església reformada car es va negar la sobirania del papa i de la jerarquia episcopal i van ser eliminats els ordes religiosos i el culte a les imatges, alhora que alguns sagraments van ser modificats i altres suprimits.
Posteriorment, a Suïssa, es va propagar una doctrina més radical que el luteranisme encapçalada per Joan Calví (1509-1564) que va rebre el nom de calvinisme. Molts capitalistes van abraçar aquesta doctrina que autoritzava el préstec a interès (a diferència dels luterans i dels catòlics) i considerava l'enriquiment personal una benedicció de Déu perquè triomfar en l'ofici i multiplicar les riqueses eren senyals de ser escollit per la salvació, ja que Calví va defensar que, segons la doctrina de la predestinació, tots els homes tenen determinat el destí després de la mort.
El monarca Enric VIII d'Anglaterra (1497-1547) es va separar també de Roma i es va proclamar ell mateix cap suprem de la nova Església d'Anglaterra o anglicanisme per mitjà de l'Acta de supremacia on es deslligava de l'obediència a Roma i es considerava l'única autoritat de l'Església a Anglaterra. Els ordes monàstics van ser abolits i les terres i béns dels monestirs van ser confiscats. En essència es van mantenir els dogmes catòlics, i es van conservar també el culte solemne i la jerarquia eclesiàstica dels bisbes i dels arquebisbes, etc.
Finalment, cal esmentar un aspecte sociològic de la reforma protestant. Segons Max Weber, de retruc i sense pretendre-ho, el protestantisme va generar un canvi en la percepció del treball. Weber va demostrar que la reforma protestant, especialment el calvinisme, va canviar la concepció del treball: aquest ja no és considerat com un càstig expiatori del pecat original com proclama l'ètica catòlica; és un valor fonamental que serveix a cadascú per esforçar-se i acostar-se a Déu. Per tant, des del segle xvi, la Reforma Protestant de Martí Luter i el calvinisme porta els gèrmens de nous valors que revolucionen la concepció del treball i de la vida.

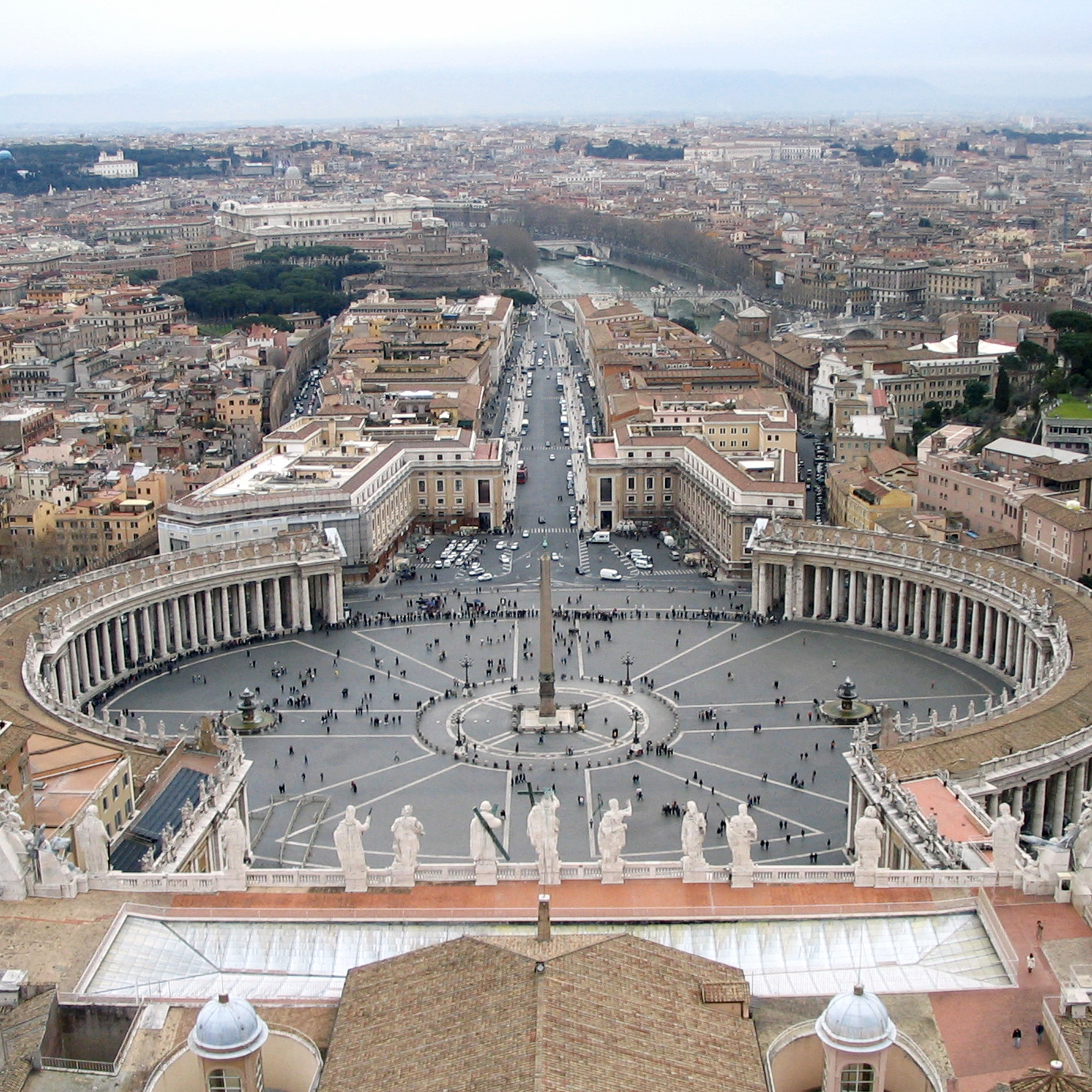
Plaça de Sant Pere a Roma, 1656, vista des de la cúpula de la Basílica. Aquesta plaça, en la seva concepció profundament barroca, és tot un símbol del paper rector de l'Església Catòlica i de la nova manera de valorar els espais arquitectònics. Bernini, educat en l'esperit jesuític, va captar profundament el sentit de la Contrareforma i va reflectir les pretensions del poder de l'Església. En la seva obra més transcendental com a arquitecte, la columnata que tanca la plaça de Sant Pere, de planta eŀlíptica, parteix de la façana de la basílica com a dos grans braços que acullen la humanitat. De la idea universalista de Bramante, pròpia del Renaixement, es passa a la idea paternalista de la Contrareforma. En aquest punt, la intuïció de Bernini és ajustada al pensament de l'època.

### Contrareforma
El protestantisme havia causat molts perjudicis espirituals i materials a l'Església catòlica. Per atallar aquest perill va sorgir, de l'interior mateix de l'Església, un corrent renovador, que proposava de corregir els propis errors i defensar el dogma de la fe catòlica. Aquesta reacció va rebre el nom de Contrareforma i el pes major de la reforma va correspondre a un nou ordre, la Companyia de Jesús, fundada pel basc Ignasi de Loiola el 1535.
La fixació dels dogmes catòlics va ésser realitzada al Concili de Trento. Les sessions, que s'iniciaren el 1545, van durar 18 anys. El concili va establir que l'únic text de la Bíblia era la Vulgata, versió en llatí de sant Jeroni (segle iv) i que la interpretació corresponia exclusivament a l'autoritat de l'Església. Es va afirmar igualment el valor de la tradició en l'establiment de la doctrina. Els set sagraments van ser definits i es van condemnar les tesis de la justificació per la fe i de la predestinació. Alhora es va establir una nova organització episcopal, i es va fomentar la formació del clergat als seminaris.

## L'Europa delseglexvii
Les transformacions econòmiques del segle xvii van fer que el centre de gravetat es traslladi d'Itàlia i Castella a França, Holanda i Anglaterra. A les esperances del Renaixement succeeix una etapa de crisis, desequilibris i temors. L'estat d'ànim resultant dona lloc a l'estil artístic Barroc.

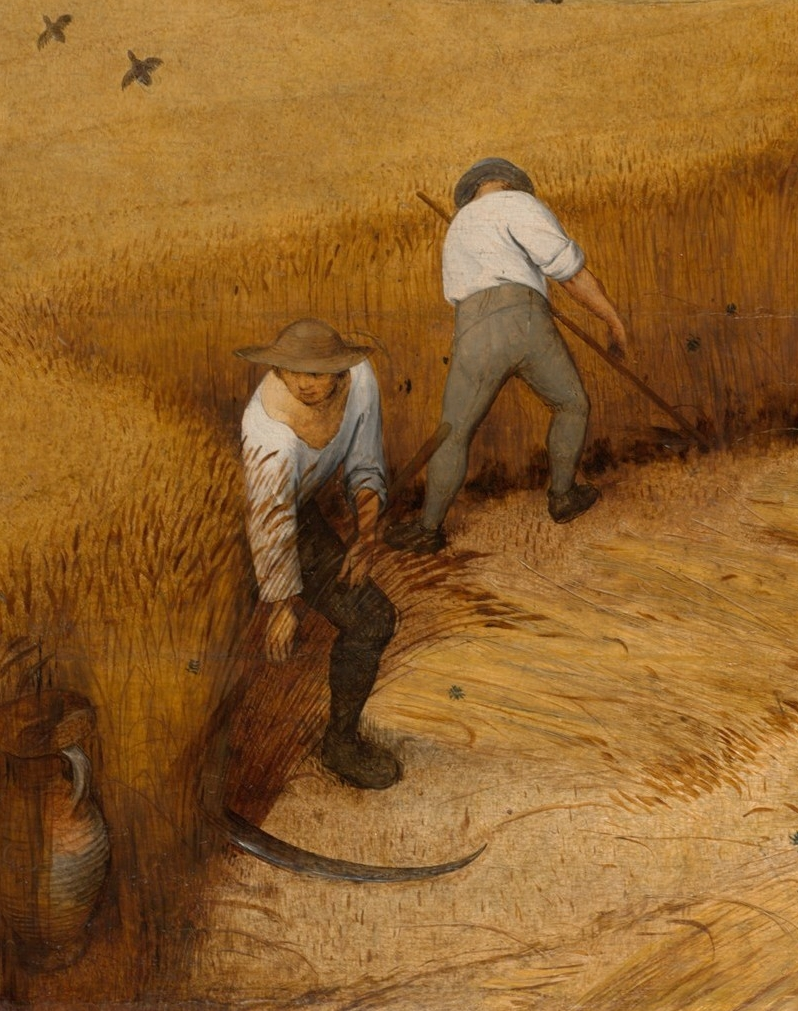
Detall d'una pintura de Pieter Brueghel el Vell que ens mostra la manera en què els camperols realitzen la seva feina durant l'era moderna. Les tècniques de conreu no havien experimentat pràcticament cap renovació des de l'edat mitjana i l'esgotament de les terres s'evitava pel vell sistema del guaret, o mitjançant el conreu de cereals secundaris, com l'ordi i el sègol. L'agricultura va continuar, majoritàriament, dins el marc de l'economia senyorial, fins a arribar a un punt de saturació en què en molts llocs la producció agrària va disminuir i molts camps van convertir-se en terres de pastura.

### La crisi econòmica i l'alternativa mercantilista
Després de la prosperitat econòmica dels inicis de l'edat moderna, el segle xvii es va caracteritzar per una greu situació de recessió, de crisi econòmica i d'adequació davant els canvis que havia generat l'expansió del segle anterior. La crisi es va donar d'una manera intensa a estats com Castella, Portugal o França que mantenien una estructura senyorial més arcaica. En canvi, Anglaterra i Holanda no en van sentir els primers símptomes fins ben entrat el segle xvii.
Els símptomes de la crisi va ser l'atur del creixement demogràfic europeu causat per les contínues epidèmies i les guerres que van assolar Europa, i les crisis agrícoles provocades per les adversitats climatològiques i unes tècniques de conreu que no havien experimentat pràcticament cap renovació des de l'edat mitjana van produir una contínua successió de períodes de gran escassesa alimentària en Estats que vivien essencialment de l'agricultura. La fam constitueix una amenaça permanent (se citen sis grans fams a França entre 1629 i 1710). En aquest context, la població minva alarmantment: la meitat dels infants moria abans de complir un any i els supervivents morien, sovint, entre els 30 i els 40 anys. La crisi també va afectar el comerç i la producció industrial: la inestabilitat dels preus repercuteix en el desenvolupament econòmic. Aquesta conjuntura econòmica de crisis cal cercar-la en les contradiccions internes en què el creixement del sector manufacturer i dels intercanvis comercials havien tingut lloc sense que, de forma paral·lela, es donessin ni una elevació de la productivitat agrícola, ni transformacions en l'estructura productiva agrícola i manufacturera.
A partir de la segona meitat del segle xvii es va desenvolupar la pràctica econòmica mercantilista basada, fonamentalment, en dos principis. El primer era que la riquesa d'un Estat depenia de la quantitat de metalls preciosos de què disposés. El segon que per aconseguir-los calia promoure el comerç exterior i mantenir una balança de pagaments positiva. En aquesta conjuntura, molts Estats europeus van adoptar mesures per desenvolupar una producció industrial: privilegis fiscals, prioritat en l'aprovisionament de matèries primeres, etc. Aquestes mesures pretenien facilitar l'exportació i frenar les importacions mitjançant els drets de duana, El comerç d'ultramar es va controlar a través de les grans companyies privades, les Companyies d'Índies, creades per primera vegada a Holanda.

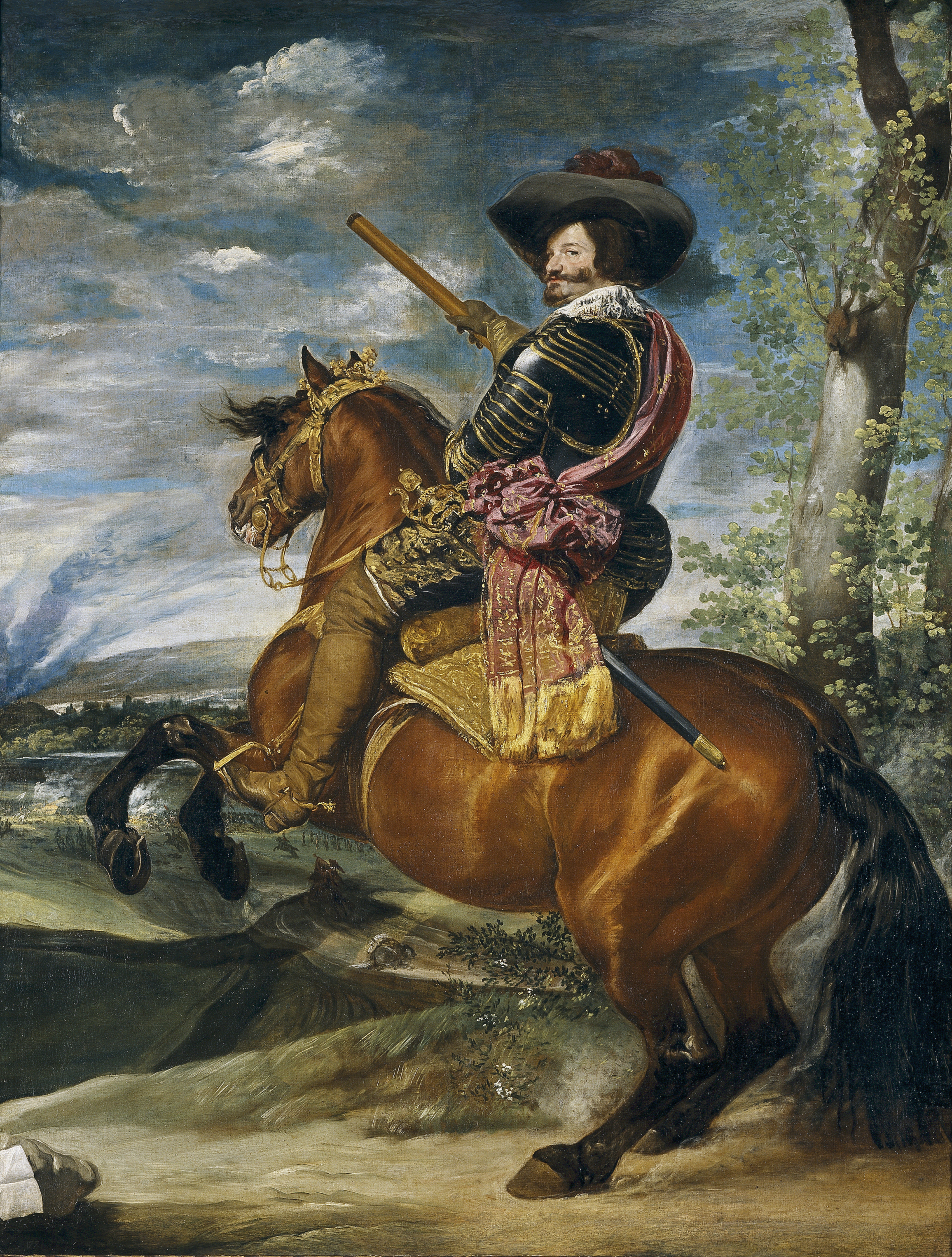
Gaspar de Guzmán, comte de Sanlúcar i duc d'Olivares retratat a l'oli, vers 1634, per Velázquez. La unificació de la corona de Castella i de la corona d'Aragó, a finals del, inicialment, va significar que el rei era la clau de volta de la unitat, però que els diferents regnes gaudien d'una ampla autonomia. Ben aviat, Castella canviarà aquesta concepció per una de monarquia centralitzada, on els estats no castellans també contribuïssin militar i fiscalment a les grans despeses de la monarquia. En aquest sentit, és prou conegut el memorial que el comte-duc d'Olivares, el 1625, dirigeix al rei Felip IV de Castella (1621-1665). L'any 1640 va provocar la revolta de Portugal i Catalunya.

### Les monarquies absolutistes
Des de la baixa edat mitjana s'havia iniciat un procés d'enfortiment del poder dels reis que va culminar al segle xvii amb les monarquies absolutes. Va ser un pas més en la centralització de tots els poders de l'Estat en mans del monarca, qui ja no reconeixia ni les institucions tradicionals (Parlaments, Consells…) ni les particularitats de les diverses regions del regne. Aquest sistema polític es va recolzar fonamentalment en la noblesa, que perdent com perdia privilegis jurisdiccionals, es va fer cada cop més cortesana; mentre la burgesia no tenia cap privilegi polític i era encara massa feble, malgrat el seu èxit econòmic, per obtenir el control de l'Estat. L'absolutisme va anar vinculat a l'expansió territorial dels descobriments d'Amèrica i les noves rutes comercials i va tenir els seus teòrics: Thomas Hobbes i Jacques-Bénigne Bossuet. França, sota el regnat de Lluís XIV (1665-1715), encarna el nou model de monarquia absoluta.
El model absolutista va tenir excepcions: Anglaterra i Holanda es van dotar d'un règim parlamentari, i Venècia que va ser dominada pels comerciants. La República holandesa havia suprimit l'antic règim i havia portat als grans comerciants al govern de les ciutats i dels òrgans de la República. La revolució anglesa va ser encapçalada pels fabricants i els comerciants que es van sentir discriminats pels privilegis i monopolis de què gaudien les grans companyies comercials i la burgesia que va veure en els obstacles feudals un impediment a la seva expansió. Els errors del rei Carles I d'Anglaterra i d'Escòcia (dissolució del Parlament, puja d'impostos sense la seva aprovació…) van accelerar la Guerra Civil Anglesa. L'exèrcit parlamentari, dirigit per Oliver Cromwell (1559-1658), va imposar la República, que posteriorment derivar en una monarquia parlamentària, en què el rei quedava sotmès al control del Parlament.

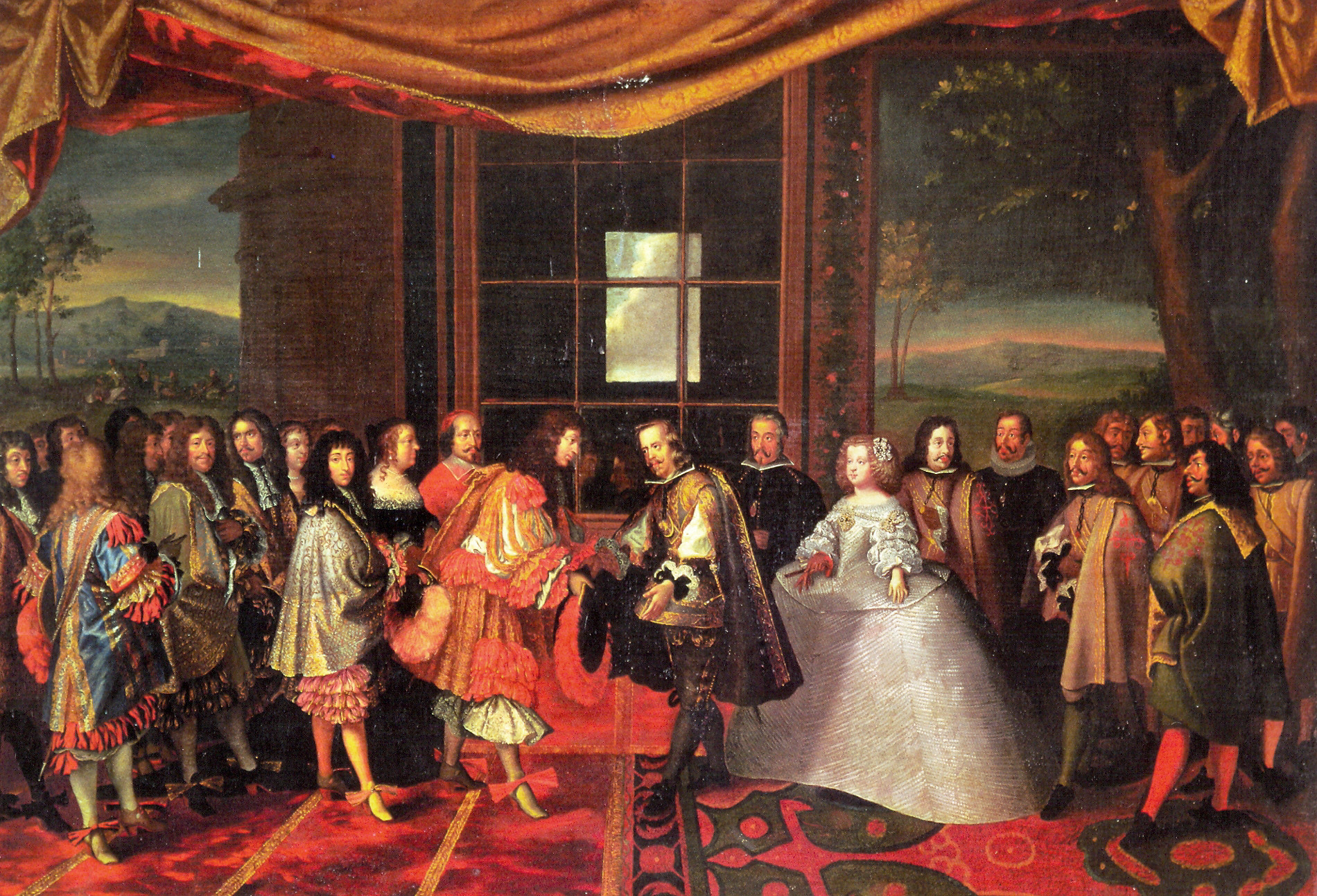
Retrat del Tractat dels Pirineus (o Pau dels Pirineus) que va ser signat el 7 de novembre del 1659, pels representants de Felip IV de Castella i III d'Aragó, Luis de Haro i Pedro Coloma, i els de Lluís XIV de França, Cardenal Mazzarino i Hugues de Lionne, a l'illa dels Faisans (al riu Bidasoa, en els límits del País Basc Nord), i posà fi al litigi de la Guerra dels Trenta Anys. Una de les conseqüències d'aquest tractat va ser la cessió a França del comtat del Rosselló i part del de la Cerdanya.

La reforma protestant i la consegüent contrareforma catòlica va donar lloc a una Església Catòlica que estableix una disciplina moral fèrria en les nacions que romanen en el si del catolicisme, alhora que la qüestió religiosa estarà al centre de la situació bèl·lica amb un paorós seguit de guerres de religió i de persecucions religioses que ensagnaren tota l'Europa occidental durant més de cent anys. Al regne de França hi va haver més de vuit guerres de religió. La Guerra dels Trenta Anys (1618-1648) va produir la transformació del mapa polític europeu: el centre neuràlgic del conflicte i escenari permanent dels enfrontaments va ser el territori del Sacre Imperi Romanogermànic, bressol des de la Reforma religiosa de profunds antagonismes, on va ser eliminada un terç de la població. La Pau de Westfàlia (1648) va significar una recomposició del mapa polític amb l'ascens d'una nova potència, França, i l'esfondrament del vell Imperi dels Àustries.
A més a més, a Europa, les revoltes i la guerra civil estan a punt d'esclatar. A França es registren revoltes camperoles motivades per l'augment dels impostos o per la fam. La noblesa s'uneix a la burgesia en l'anomenada guerra de la Fronda contra la política absolutista de Mazzarino. Els hugonots continuen creant problemes i l'Edicte de Nantes, el 1685, va empitjorar encara més la situació: gairebé mig milió d'hugonots emigren en massa. A la Monarquia dels Àustries, la burgesia està arruïnada i la noblesa i el clergat són amos de la terra; s'expulsa als moriscos; hi ha motins a Biscaia (1630-31); el dia del Corpus de Sang de 1640 es revolta Catalunya i es desenvolupa la Guerra dels Segadors; rebel·lió de Portugal (1640); revoltes populars a Sevilla (1652), la inquisició o tribunal del Sant Ofici actua com a policia i tribunal religiós que s'ocupa d'inquirir o buscar els reformats, jutjar-los i castigar-los, sovint amb mort pública en els anomenats actes de fe… A Anglaterra es van desencadenar dues revolucions i una guerra civil que va acabar amb l'execució del rei i el triomf del sistema parlamentari.
La reordenació europea va culminar amb el Tractat d'Utrecht (1713) que posava fi a la guerra de Successió per la corona espanyola. Aquest tractat va significar la liquidació de les darreres places espanyoles a Europa la reducció de l'imperi a les colònies americanes. Per França va significar un enfortiment del seu predomini, car aconseguia que un Borbó, Felip V, tingués el tron espanyol. Per Anglaterra va significar impedir que novament l'expansió d'una dinastia trenqués l'equilibri continental. Pels catalans i pels valencians va portar a l'anul·lació de les llibertats i les institucions pròpies, la repressió física, la prohibició de la llengua i la imposició del castellà en tots els àmbits.

### Racionalisme i empirisme
Els canvis que es produïen des del Renaixement van impulsar el rebuig a la concepció escolàstica i l'intent de crear un nou mètode de coneixement, no sotmès a l'autoritat o a la tradició, més útil i adreçat a la consecució d'objectius pràctics. El coneixement partirà del plantejament de què és el mateix coneixement i quina és la seva causa. Les respostes donades a aquestes qüestions es troba la diferència entre el racionalisme i l'empirisme.
Els racionalistes van plantejar un mètode deductiu conceptualitzat en el cogito, ergo sum de René Descartes. Baruch Spinoza i Gottfried Wilhelm Leibniz, en una línia argumental semblant, desconfiaven del coneixement sensible i només atorgaven validesa al que la raó considerava indubtable.
Els empiristes representats a bastament entre els britànics Francis Bacon, John Locke, George Berkeley i David Hume, partien de la tesi que tot el coneixement pot ser percebut pels sentits, i negaven l'existència d'idees preconcebudes. Propugnaven un mètode inductiu i basat en l'experiència, seguint el model de les investigacions en ciències naturals. Però el mètode científic modern és el mètode que va plantejar Galileo Galilei, l'anomenat mètode hipotètico-deductiu que uneix l'observació empírica i la demostració racional.

### El barroc
L'art més representatiu de l'edat moderna potser no és el Renaixement sinó la seva continuació i antítesi: el Barroc. Aquest estil es caracteritzava per ser visualment recarregat, i allunyat de la simplicitat i recerca de l'harmonia pròpies del Renaixement. Encara que es discuteix la seva etimologia, pot ser sinònim d'«estrany», «irregular». El Barroc va néixer com una reacció a la crisi de confiança humanista i renaixentista en l'ésser humà. Això explica el seu potent caràcter religiós i l'abandó de la simplicitat clàssica per expressar la grandesa de l'infinit, i la predilecció pels motius grotescos o «lletjos» que contradiu la recerca de la bellesa, ideal renaixentista. S'ha parlat també d'una cultura del barroc, de l'equívoc i de l'efímer, coincidint amb l'anomenada crisi del segle xvii, on es valorava més l'aparença que l'essència, l'escenografia que la solidesa.

## L'Europa il·lustrada (seglexviii)

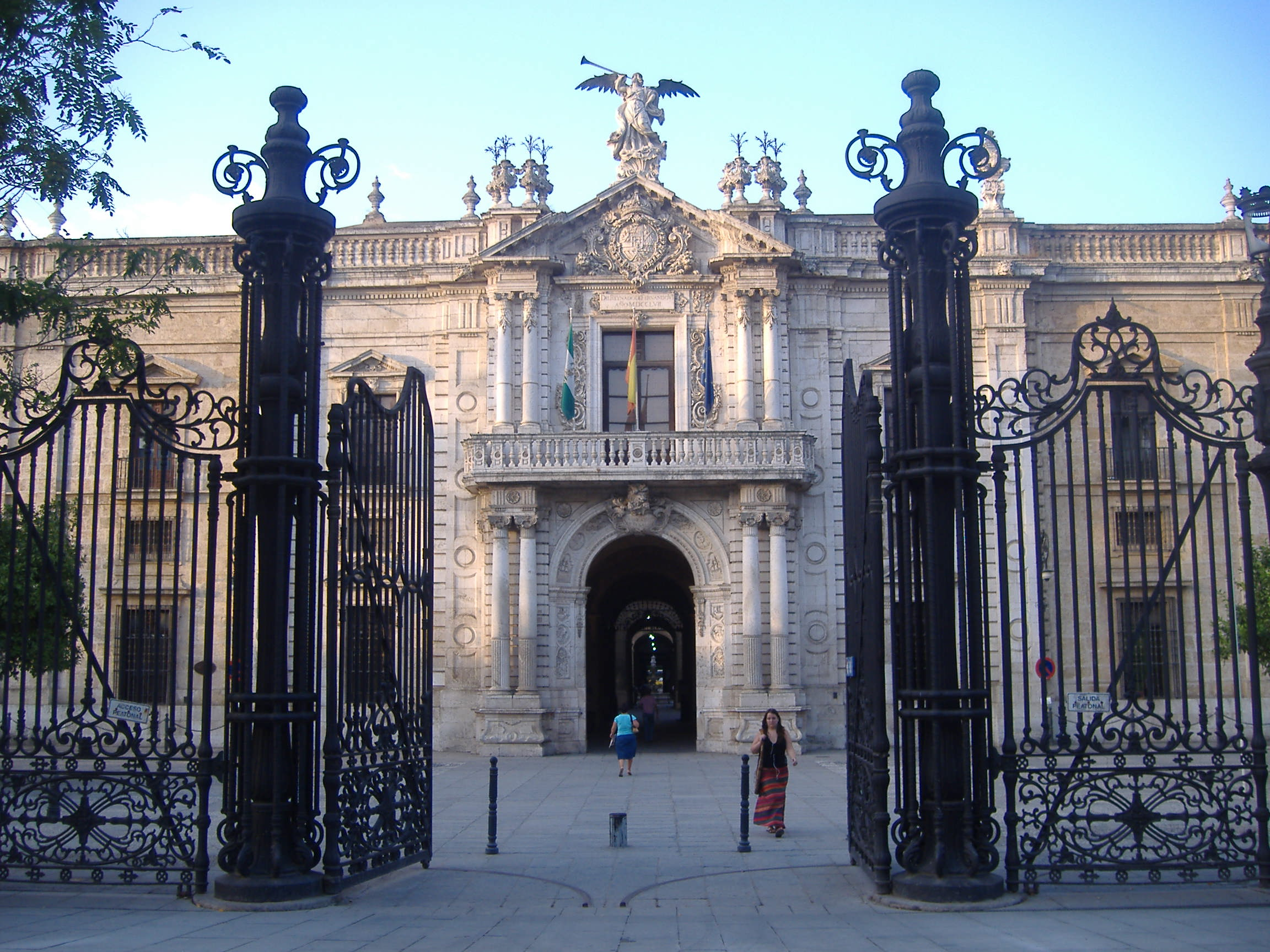
Porta d'entrada a la Real Fábrica de Tabacos de Sevilla. Les mesures que van adoptar els governs europeus en relació amb les activitats industrials foren molt semblants a les adoptades respecte al comerç colonial. Van crear un nombre de fàbriques subvencionades per l'Estat per elaborar articles de luxe. La importància d'aquestes activitats industrials rau en la introducció d'una nova forma d'organitzar el treball encara que fonamentalment manual i van esdevenir un graó cabdal en la transició de la producció domèstica a la fabril. Sota la influència de Jean-Baptiste Colbert, a Espanya, es va fundar la primera manufactura el 1718 dedicada a la fabricació de teixits de llana d'estil holandès i es va ubicar a Guadalajara. El Govern va pensar que els seus guanys posarien fi a la humiliació d'haver de comprar a Anglaterra draps fabricats amb llana espanyola. No va assolir cap èxit econòmic per la manca d'administració i els excessius costos del transport a causa de la llunyania dels principals centres d'esquilada de la Mesta i de tots els grans centres comercials, tret de Madrid. Ni la fàbrica de Guadalajara ni les altres fàbriques reials no van donar el rendiment desitjat.

El segle xviii, tot i mantenir-se les característiques fonamentals de l'antic règim, l'intens impuls demogràfic i econòmic i el pensament il·lustrat acabaran obrint les portes a una època revolucionària, marcades per les profundes mutacions de la Revolució Francesa i de la Revolució Industrial. És, doncs, una època de trànsit, en el qual el ritme de l'evolució històrica s'accelera.

### Transformació econòmica i crisi de la societat estamental
En el segle xviii es va produir un creixement demogràfic important: de 100-120 milions d'habitants el 1700 es va passar a 180 milions el 1800. Això explica que el 1798, Thomas Malthus publiqués el seu famós Assaig sobre la població. L'economia va continuar sent fonamentalment agrària i en algunes regions d'Europa (Gran Bretanya, Països Baixos, vall de Po…) va tenir lloc una revolució agrícola amb rotació de conreus i millores en les eines. A l'est de l'Elba l'agricultura va continuar sent de grans latifundis i treball servil.
Els mercats colonials es van eixamplar molt més cap a Àsia, Àfrica i Amèrica. Es van obrir noves rutes i nous ports. Els productes colonials (sucre, cafè, cotó, cacau, tabac…) es van fer d'ús habitual a Europa. A canvi, les colònies rebien de les metròpolis productes manufacturats. El sistema econòmic que en va derivar es va fonamentar en la producció de manufactures d'alt preu (generalment productes de luxe com tapissos, porcellana, etc.) amb destinació a l'exportació a costs molt baixos que produïen l'entrada de pagaments en metàl·lic, una part dels quals es va destinar a inversions en els obradors de manufactures, i va constituir una incipient industrialització, encara que premaquinista i on la indústria ocupa un lloc secundari en l'economia real i en les consciències. Aquest nou sistema es va inspirar en les doctrines del ministre francès Jean-Baptiste Colbert, i va rebre el nom de colbertisme. Aquest nou sistema ja no es va basar en l'acumulació mecànica d'or i plata. En aquest sentit, va tenir molta importància la fisiocràcia, doctrina que donava una gran importància a una agricultura moderna. Per altra part, la necessitat de l'exportació va provocar l'aparició dels primers lliurecanvistes, o partidaris del lliure canvi dels productes, sense dificultats proteccionistes, que van començar a propugnar el lliure dret d'exportació i d'importació capaç de superar les barreres tancades del mercantilisme tradicional.
El segle xviii significa la crisi de la societat estamental de l'antic règim. La societat és, fonamentalment, aristocràtica: la noblesa i l'alt clergat monopolitzen els alts càrrecs de l'Estat, l'Església i l'Exèrcit. L'aristocràcia anglesa gaudia de menys privilegis després de la revolució del segle anterior, però va ser la més rica. A tot Europa, els burgesos més rics van procurar-se comprar títols nobiliaris. En resum, és una societat jeràrquica on no hi ha igualtat a l'hora de pagar impostos o obtenir càrrecs oficials. Malgrat tot, la societat estamental va entrar en crisi i una nova societat fonamentada en la importància de la propietat, els diners i el capital van soscavar al llarg de tot el segle els fonaments del sistema de l'antic règim. Les burgesies europees, d'acord amb la seva força, van lluitar contra un sistema polític, la monarquia absoluta de dret diví, que els negava la llibertat d'intervenir en el govern i contra el poder de l'Església. Alhora la noblesa s'empobreix per la nova organització de l'economia i l'absolutisme reial els afebleix. Contra aquesta situació la noblesa del segle xviii reacciona a la defensiva barrant l'accés dels burgesos als alts càrrecs i a l'Exèrcit i intenta restablir la servitud dels camperols. Només a Gran Bretanya i els Països Baixos el poder econòmic era ja un criteri per determinar l'estament social.

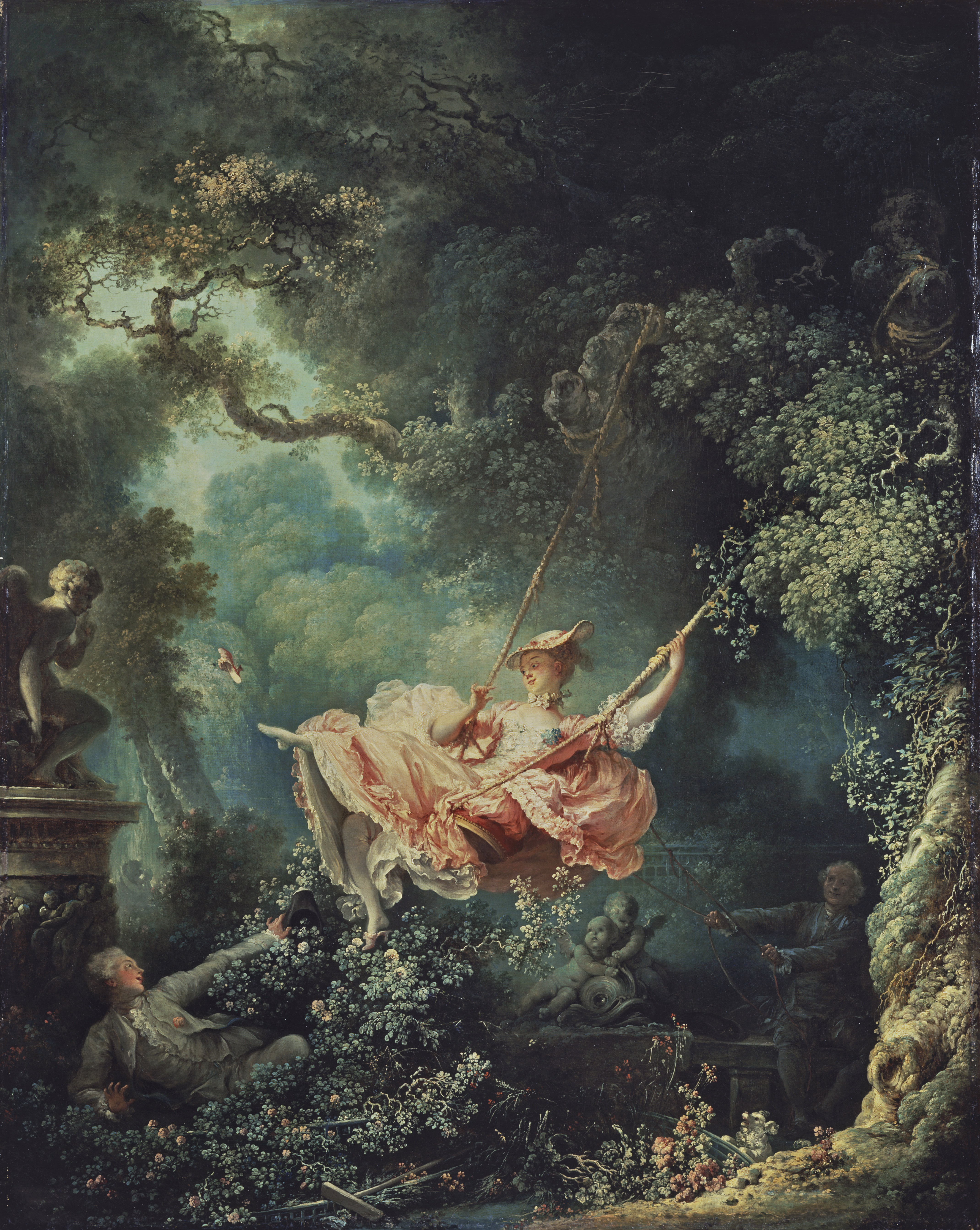
El gronxador, obra mestra representativa de l'art rococó. Fragonard (1732-1806) es mostra posseïdor d'una vivacitat irreprimible i aèria, i pren de la tradició italiana una plenitud sensual de color i forma. És una mostra exemplar de frescor i de recerca de felicitat, molt en consonància amb l'esperit burgès il·lustrat. L'art, en el seu conjunt, va abandonar els temes religiosos i es va tornar burgès o pagà; l'home, el món i la natura van ser les grans passions del moment.

### Despotisme il·lustrat
Mentre Gran Bretanya era la mare de les llibertats i del parlamentarisme, al Vell Continent les monarquies absolutes van iniciar un procés reformador que pretenia agermanar l'autoritat i la idea de progrés de la Il·lustració. El lema «tot per al poble, però sense el poble» defineix el caràcter del despotisme il·lustrat. Prússia (Frederic II el Gran, 1740-1786), l'Arxiducat d'Àustria (Josep II, 1765-1790) i l'Imperi Rus (Caterina II la Gran, 1762-1796) encapçalen aquesta nova fórmula política. Es tracta d'estats amb una economia endarrerida, amb molt poca burgesia, on predomina l'absència de capitals i romanen els costums feudals: l'estat vol modernitzar el país i doblegar l'aristocràcia.
En l'ordre internacional, el Regne de França i el Regne de la Gran Bretanya —nom sota el qual queden unificats el Regne d'Anglaterra i el Regne d'Escòcia en virtut de l'Acta d'Unió (1707)— exerceixen el predomini a Europa, a la vegada que sorgeixen dues noves potències: Prússia i Rússia. La guerra contínua sent la forma de resoldre els conflictes. Els imperis colonials són la base del prestigi social i de l'economia dels Estats europeus. El regne de França es va arruïnar en una guerra contra Gran Bretanya i hi perd les seves colònies a Amèrica. Però Gran Bretanya també les perd el 1766, quan tretze colònies de l'Amèrica del Nord, en guerra amb la metròpoli, es declaren independents amb el suport de França i Espanya. L'any 1787 es proclama la Constitució dels Estats Units, la primera de la història.

### Un nou concepte religiós. El deisme
Al segle xviii apareix un nou concepte, el deisme que accepta un Déu com a motor de l'univers però sense tenir relació amb res que no depengui directament de la raó. Allò que no és racional en religió és, simplement, deixat de banda: tant la Bíblia com el magisteri de l'Església eren conceptes superats. Si existeix un Déu, no és per defensar els uns o els altres, sinó per explicar racionalment l'univers, perquè no hi ha rellotge sense rellotger ni món sense creador. Fins i tot es parla de Déu com del «Suprem Arquitecte» o «Ésser Suprem», denominacions que defugen formulacions tradicionals.
Resta així superat l'antagonisme secular entre reformats i contrareformistes, perquè tots obeeixen la raó. Aquesta concepció va posar fi a les guerres de religió i va portar un nou concepte de tolerància que va influir molt en la represa econòmica i en l'anticlericalisme d'alguns il·lustrats.

### La Il·lustració i els avenços científics

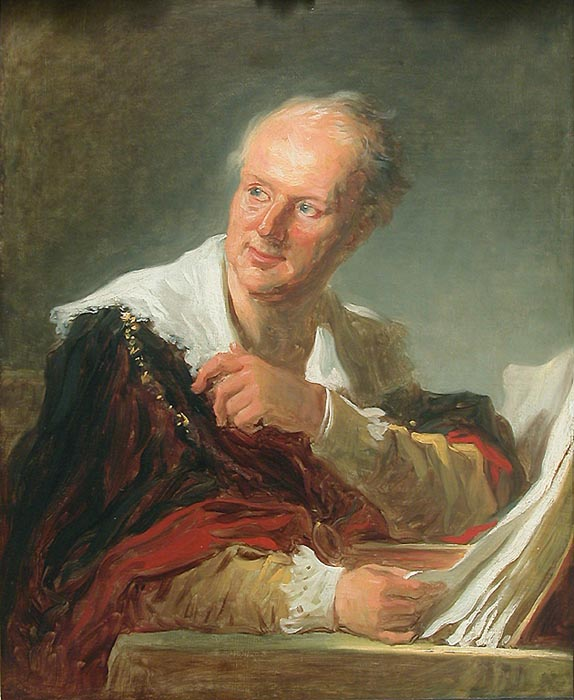
Retrat de Denis Diderot, per Jean-Honoré Fragonard, 1769, París, Museu del Louvre. Diderot va ser un inconformista que va exercir una crítica universal: «Cal examinar-ho tot, revisar-ho tot, sense excepció ni mirament». Cal enderrocar tot dogma: la raó mai no ha d'aturar-se ni reconèixer altres límits que els propis. Creu en el progrés de la humanitat gràcies al desenvolupament de la raó.

Un element central de la voluntat de canvi de la realitat va ser l'elaboració d'un cos doctrinal (anomenat la Il·lustració pels alemanys del segle xix) que pretenia arrancar els homes de la tradició i de la superstició. És una nova cultura que té els seus orígens a Anglaterra i que es difon per tot Europa gràcies als francesos, la llengua dels quals esdevé la llengua culta.
Malgrat tot, el segle xviii no va ser una «edat d'or» de l'art i de la literatura, encara que sí una època de gran activitat en ambdós camps. L'art del Barroc va ser un llenguatge artístic que parlava més als sentiments que a la raó i que intentava superar les possibilitats expressives del classicisme dominant durant el Renaixement. No va aportar innovacions tècniques, però va trencar amb els cànons d'equilibri, simetria i estabilitat, alhora que va manifestar una preferència pels contrastos de llum i ombra, per la barreja de les arts i per la teatralitat de les seves composicions. Després va derivar cap a l'art decoratiu del Rococó. La música va produir veritables genis: Bach, Händel, Mozart, Haydn i Gluck. En poesia destaquen Alexander Pope, Hölderlin i Goethe. La novel·la tendeix vers a la sàtira social com Swift, i també Daniel Defoe. En matemàtiques destaca Leonhard Euler. En física, Edme Mariotte i Gay-Lussac van estudiar els gasos; Luigi Galvani i Alessandro Volta, l'electricitat; Coulomb, el magnetisme; René Antoine Ferchault de Réaumur, Gabriel Fahrenheit i Anders Celsius inventen el termòmetre i Benjamin Franklin el parallamps. La química moderna va ser creada per Lavoisier donant l'impuls definitiu a la nomenclatura sistemàtica i la quantificació de la disciplina (1789). Les sistematitzacions taxonòmiques de Linné i Buffon també van ser essencials, però va caldre esperar per desmentir teories com la generació espontània. La secularització de la ciència no va arribar a produir-se mai del tot (com va comprovar més tard Darwin), però almenys Laplace va poder atrevir-se a replicar a Napoleó, quan aquest li va preguntar quin paper li reservava a Déu en l'Univers, «que no havia tingut necessitat de tal hipòtesi». En qualsevol cas una enorme activitat en tots els camps, alguns d'ells absolutament nous.
A França, entre 1751 i 1772, es va publicar la primera Enciclopèdia, dirigida per Denis Diderot i Jean le Rond d'Alembert, que volia informar i sistematitzar els coneixements del seu temps, i a l'hora crear una polèmica ideològica, amb el seu rebuig de l'autoritat i el seu favor pel progrés. En la seva redacció van col·laborar altres pensadors il·lustrats com Montesquieu, Rousseau i Voltaire. Charles-Louis de Secondat, baró de Montesquieu (1689-1755), enormement influenciat per la revolució i la constitució angleses, va fer un gran elogi, en la seva obra L'esperit de les lleis, de la divisió de poders. François-Marie Arouet Voltaire (1694-1788), en la seva obra Cartes angleses, també va elogiar l'ambient de llibertat, de consciència i d'opinió de la Gran Bretanya del segle xviii i es va mostrar un gran defensor de la tolerància i de la llibertat de pensament, mentre atacava la religió en nom del sentit comú. Jean-Jacques Rousseau (1713-1778) a través d'El contracte social va trencar amb el liberalisme de John Locke, ja que contra la idea de contracte individual va preconitzar el contracte social, el pacte entre tots els ciutadans i el respecte de les lleis com la millor garantia de llibertat, i va defensar el principi de la sobirania nacional, és a dir, que el poder emana del lliure consentiment de tots els homes, expressat mitjançant el sufragi.

## Caracterització social de l'edat moderna
L'edat moderna va consolidar una societat estamental, un tipus d'organització social basada en la desigualtat de condicions, sancionada pel sistema jurídic-polític i legitimada tradicionalment i teològicament pel costum i per una ideologia de base religiosa. En una societat estamental els individus romanen adscrits a diferents estaments, ordenats jeràrquicament, que prescriuen les activitats a què es poden dedicar i les seves limitacions polítiques, i que són en principi relativament inflexibles a les variacions i èxits (econòmics, polítics, militars, intel·lectuals) dels individus.
A partir de l'edat mitjana va quedar definida en els regnes de l'Europa Occidental una societat estamental, dividida en noblesa, clergat i tercer estat. Va ser la forma típica d'organització social de l'antic règim europeu fins a la Revolució Francesa. A l'Europa Oriental (a l'est del riu Elba) el model social es va caracteritzar pel pes específic de la gran noblesa acompanyada per un increment de la servitud. Al llarg termini, l'economia de l'Europa Oriental fonamentada sobre la servitud va perjudicar l'economia interior per un excessiu pes de l'exportació, perquè va obstaculitzar l'expansió de les empreses urbanes, va impossibilitar el canvi social fixant barreres d'estatus i va concentrar la riquesa en mans d'una aristocràcia de tipus feudal. A l'Europa Occidental, en canvi, la burgesia i el capital comercial van créixer de forma paral·lela i els pagesos progressaren cap a una major llibertat i mobilitat.
La diferència entre els dos primers estaments, o estaments privilegiats (noblesa i clergat) i el tercer estament, tercer estat o estat pla (equivalent a poble pla) estava en la situació de privilegi, que explicitava la condició desigual de les persones, tant jurídicament com socialment. Els individus que pertanyien a estaments superiors, es casaven entre ells, amb la fita de mantenir unides les herències i per no deixar-hi entrar membres del tercer estat (en l'evolució cap a la societat de classes, els burgesos van tendir a cercar enllaços matrimonials amb nobles perquè la família adquirís títols, mentre els nobles, que tenien terres i títols, que en aquella època van deixar de tenir molt valor material, podien unir-se a una família rica, com eren les burgeses). Fins al segle xviii van ser incompatibles els oficis manuals amb les activitats de la noblesa. El comerç, activitat sospitosa per la vinculació al pecat d'usura, es va relegar al tercer estat o fins i tot als jueus (que podien prestar a interès).

### Estaments privilegiats
La noblesa i el clergat no pagaven impostos i ocupaven els principals càrrecs de l'Estat. Els nobles pertanyien a aquest estament per naixença i, generalment, vivien de les rendes que els donaven les seves terres. Mentre que dintre del clergat hi havia molta diferència entre l'alt clergat (bisbes i abats) i el baix clergat (monjos, frares i capellans).

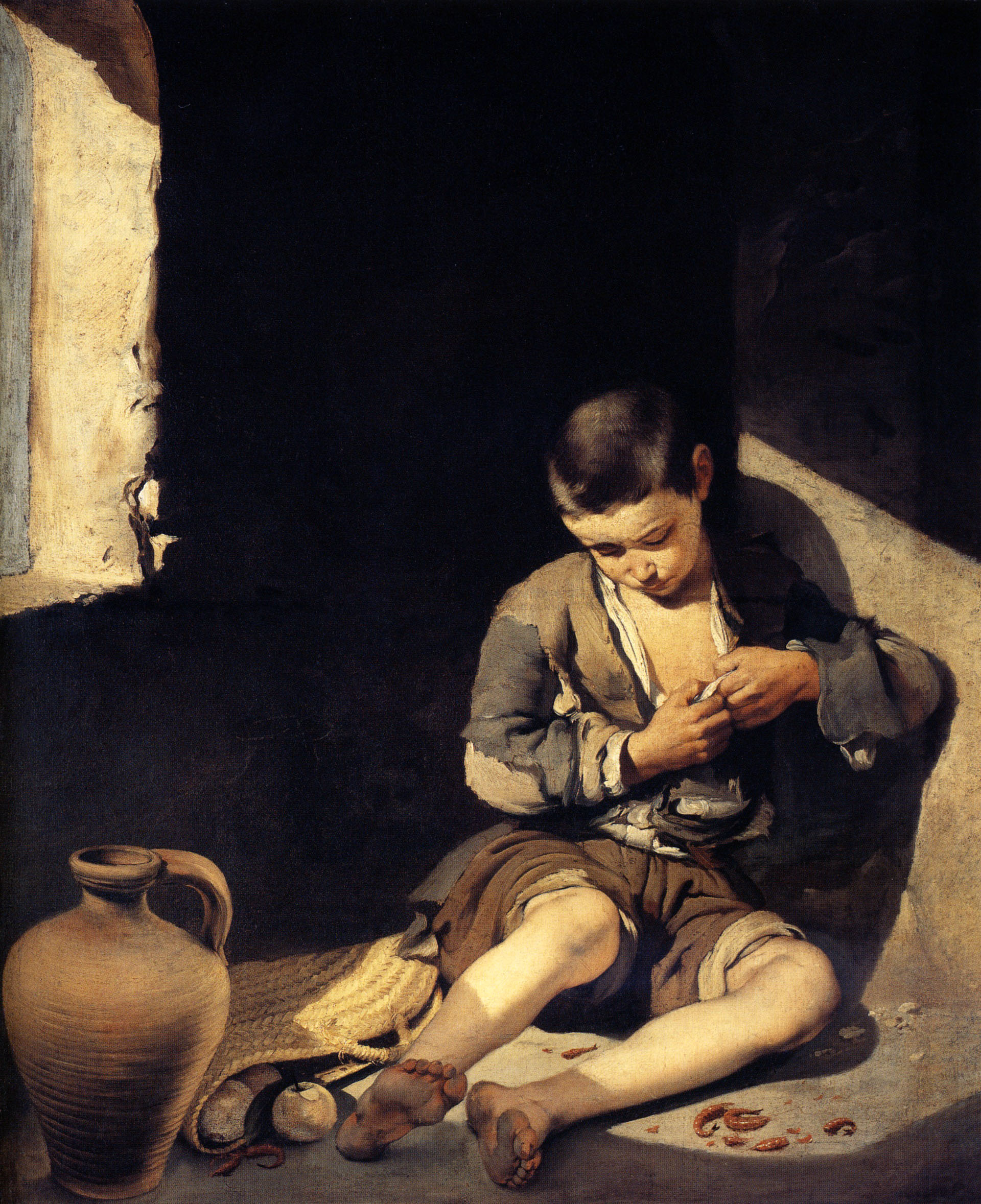
El pollós, de Bartolomé Esteban Murillo (1617-1682). En la seva joventut, el pintor va iniciar-se en la tendència tenebrista; pertanyen a aquesta època obres que reflecteixen l'ambient de trinxeraires i captaires dels barris baixos de Sevilla. La monarquia hispànica de l'antic règim va rebre unes rendes immenses d'Amèrica que va gastar en guerres a Europa i en el luxe de la cort, lluny però de cercar la modernització i el canvi social, valora la pobresa per la seva positiva dimensió teològica.

### Estament dels no privilegiats
En l'estament dels no privilegiats hi trobem la gran burgesia de les ciutats (banquers, mercaders), la petita burgesia (artesans, artistes), els propietaris rurals, els pagesos amb contracte emfitèutic i els jornalers del camp, minyones i altra gent sense recursos ni ofici. És un grup molt divers econòmicament, però igualat per la seva condició social: no tenien privilegis i, per tant, vivien del seu treball, havien de pagar impostos i no podien accedir als principals càrrecs de l'Estat. La diferenciació entre burgesia i pagesia és encara més significativa, ja que fora de les ciutats és on vivia la immensa majoria de la població, dedicant-se a activitats agropecuàries de productivitat molt escassa, la qual cosa la condemnava a la invisibilitat històrica: per exemple, la producció documental, que floreix de forma extraordinària durant l'edat moderna (no només amb la impremta, sinó també amb la burocràcia d'Estat i dels particulars: registres econòmics, protocols notarials...) és essencialment urbana.

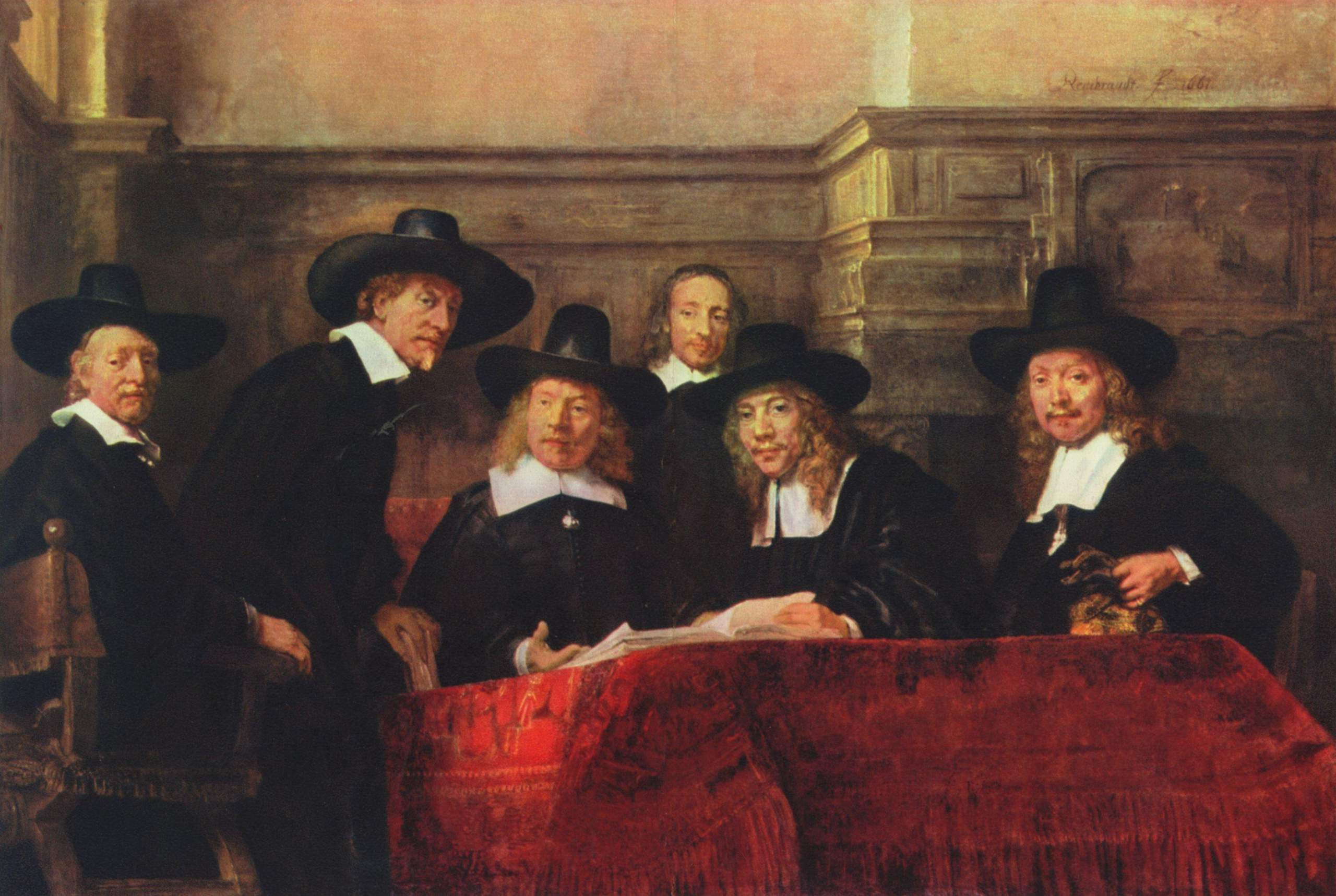
Els síndics dels drapers, Rembrandt, 1662. La burgesia holandesa, després de la Guerra dels Vuitanta anys, s'ha convertit per primera vegada a la Història en la classe dominant. Als seus interessos serveix un Estat de dimensions nacionals. Això és excepcional no només al món sinó a Europa, on fins i tot Anglaterra, en plena Restauració, encara no ha solucionat els seus conflictes socials i polítics, mentre que a la resta triomfa l'antic règim en major o menor mesura.

Els burgesos és el nom que es va donar durant l'edat mitjana europea als habitants dels burgs (els barris nous de les ciutats en expansió). Segons la historiografia van tenir una posició ambigua durant l'edat moderna, ja que per uns van ser un dissolvent del feudalisme i per altres, més aviat, un testimoni del seu dinamisme. Durant l'edat moderna europea, hi va haver ciutats molt dinàmiques, com Londres i París, que van arribar preparades pel creixement del segle xviii; pel camí van quedar endarrerides, sense capacitat d'articular una economia estatal de dimensions suficients per a l'enlairament industrial ciutats com Lisboa, Sevilla, Madrid, Nàpols, Roma, Viena… En un altre nivell funcional van restar Ciutat de Mèxic, Moscou o Sant Petersburg, Istanbul, Alexandria, el Caire o Pequín.
Hi ha visions contraposades sobre el paper de la burgesia. Una visió que prengui com a punt d'arribada la Revolució Burgesa, els trobarà a ells mateixos citant-se fora del sistema feudal, com a homes lliures que, a Europa, es van fer poderosos gràcies a la creació de xarxes urbanes comercials que anaven de nord a sud. Ciutats com Venècia i Gènova, van aconseguir una existència lliure entre l'imperi i el papat. La Hansa va dominar la vida econòmica del Mar Bàltic fins al segle xviii. També es pot veure la burgesia com un aliat de l'absolutisme, o com un agregat social sense verdadera consciència de classe, els individus de la qual prefereixen l'ennobliment per compra o matrimoni, sobretot quan la ideologia dominant persegueix el lucre i santifica la renda de la terra. A l'edat mitjana el seu paper com a agent revolucionari va ocasionar les revoltes populars urbanes, i a l'edat moderna continuarà viu però erràtic: algunes revoltes van ser tenyides d'ideologia religiosa, altres de revolta antifiscal o fins i tot de motins de subsistència.
Finalment, és possible trobar la formació d'una burgesia a Amèrica durant l'edat moderna, en les colònies britàniques del nord, i en els criolls hispanoamericans, que van impulsar els processos d'independència i van contribuir decisivament al final de l'antic règim i a la plasmació dels valors de l'edat contemporània.